# Liste der Biografien/Robe
Liste der Biografien |
Portal Biografien |
Personensuche
# |
A |
B |
C |
D |
E |
F |
G |
H |
I |
J |
K |
L |
M |
N |
O |
P |
Q |
R |
S |
T |
U |
V |
W |
X |
Y |
Z |
?
 
Ra |
Rb |
Rd |
Re |
Rh |
Ri |
Rj |
Rk |
Rl |
Rm |
Rn |
Ro |
Rr |
Rs |
Rt |
Ru |
Rv |
Rw |
Rx |
Ry |
Rz
 
Roa |
Rob |
Roc |
Rod |
Roe |
Rof |
Rog |
Roh |
Roi |
Roj |
Rok |
Rol |
Rom |
Ron |
Roo |
Rop |
Roq |
Ror |
Ros |
Rot |
Rou |
Rov |
Row |
Rox |
Roy |
Roz 
 
Roba |
Robb |
Robc |
Robe |
Robi |
Robk |
Robl |
Robm |
Robn |
Robo |
Robr |
Robs |
Robu |
Roby 
Die Liste der Biografien führt alle Personen auf, die in der deutschsprachigen Wikipedia einen Artikel haben. Dieses ist eine Teilliste mit 815 Einträgen von Personen, deren Namen mit den Buchstaben „Robe“ beginnt.

## Robe
- Robé, Alexander (* 1975), österreichischer Gleitschirmflieger
- Robe, Carl (1801–1864), deutscher Jurist und Politiker
- Robe, Corneliu (1908–1969), rumänischer Fußballspieler
- Robe, Frederick (1801–1871), Gouverneur von South Australia
- Röbe, Ludwig (1880–1959), deutscher Bauingenieur und Reichsbahndirektor
- Robe, Pierre Emmanuel (* 1986), französischer Skispringer

### Robea
- Robeat (* 1989), deutscher Beatboxer

### Robec
- Robecchi, Ambrogio (1870–1963), italienischer Radrennfahrer
- Robeck, Bruno (* 1969), deutscher Priester und Prior des Zisterzienserklosters Langwaden
- Robeck, Johann (1672–1735), schwedischer Jesuit und Autor

### Robee
- Robeet, Ludovic (* 1994), belgischer Radrennfahrer

### Robei
- Robeiri, Ulrich (* 1982), französischer Degenfechter und Olympiasieger

### Robel
- Röbel, Christian Dietrich von (1639–1723), deutscher Rittergutsbesitzer und Offizier
- Robel, Karl (1925–2017), bayerischer Mundartdichter und Naturschützer
- Röbel, Ludwig Philipp von (1707–1761), preußischer Generalmajor, Chef des Infanterieregiments S55
- Robel, Thomas (* 1985), deutscher Rallyefahrer
- Röbel, Udo (* 1950), deutscher Journalist und Autor
- Robele, Nicolaus († 1433), Kaufmann und Ratsherr der Hansestadt Lübeck
- Röbelen, Gustav (1905–1967), deutscher Funktionär, Abteilungsleiter des ZK der SED
- Robelin, Stéphane, französischer Regisseur und Drehbuchautor
- Robels-Fröhlich, Marlis (* 1937), deutsche Politikerin (CDU), MdL

### Roben
- Rōben (689–773), japanischer buddhistischer Mönchsgelehrter
- Röben, Johann Gerhardt (1812–1881), deutscher Richter und Politiker (NLP), MdR
- Röben, Volker (* 1965), deutscher Jurist
- Robens, Alfred (1910–1999), britischer Politiker (Labour Party), Mitglied des House of Commons, Gewerkschaftsfunktionär und Industriemanager
- Robens, Andreas (* 1966), deutscher Unternehmer und TV-DarstellerAndreas Robens (* 1966)

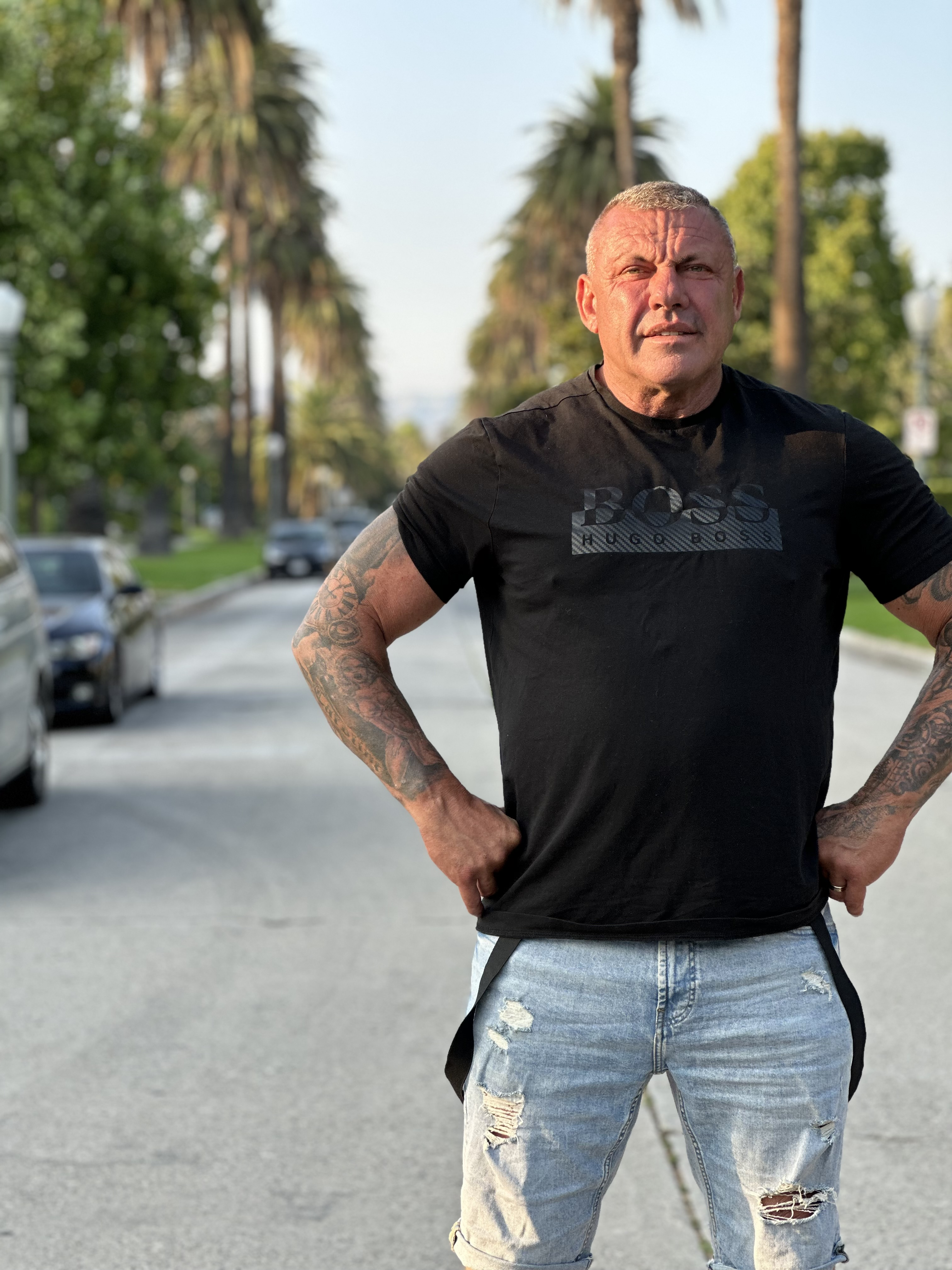
Andreas Robens (* 1966)

- Robens, Arnold (1758–1820), Geheimschreiber der Jülichschen Ritterschaft
- Robens, Caroline (* 1979), deutsche Auswanderin, Unternehmerin und TV-Darstellerin
- Robens, Peter (1911–1946), deutscher Leichtathlet
- Robens, Safira (* 1994), deutsch-portugiesische Schauspielerin
- Robenson, Ahmet (1889–1965), türkischer Sportlehrer britischer Herkunft und späterer US-Bürger

### Rober
- Róber (* 1995), spanischer Fußballspieler
- Röber, Christa (* 1946), deutsche Pädagogin
- Röber, Friedrich August (1765–1827), sächsischer Sozialmediziner, Epidemiologe und Weinbaufachmann
- Röber, Johannes (1861–1942), deutscher Entomologe
- Röber, Jürgen (* 1953), deutscher Fußballspieler und -trainer
- Röber, Karl-Heinz (1915–1999), deutscher Apotheker
- Röber, Manfred (* 1947), deutscher Wirtschaftswissenschaftler und Hochschullehrer
- Rober, Mark (* 1980), US-amerikanischer YouTuber, Ingenieur und ErfinderMark Rober (* 1980)

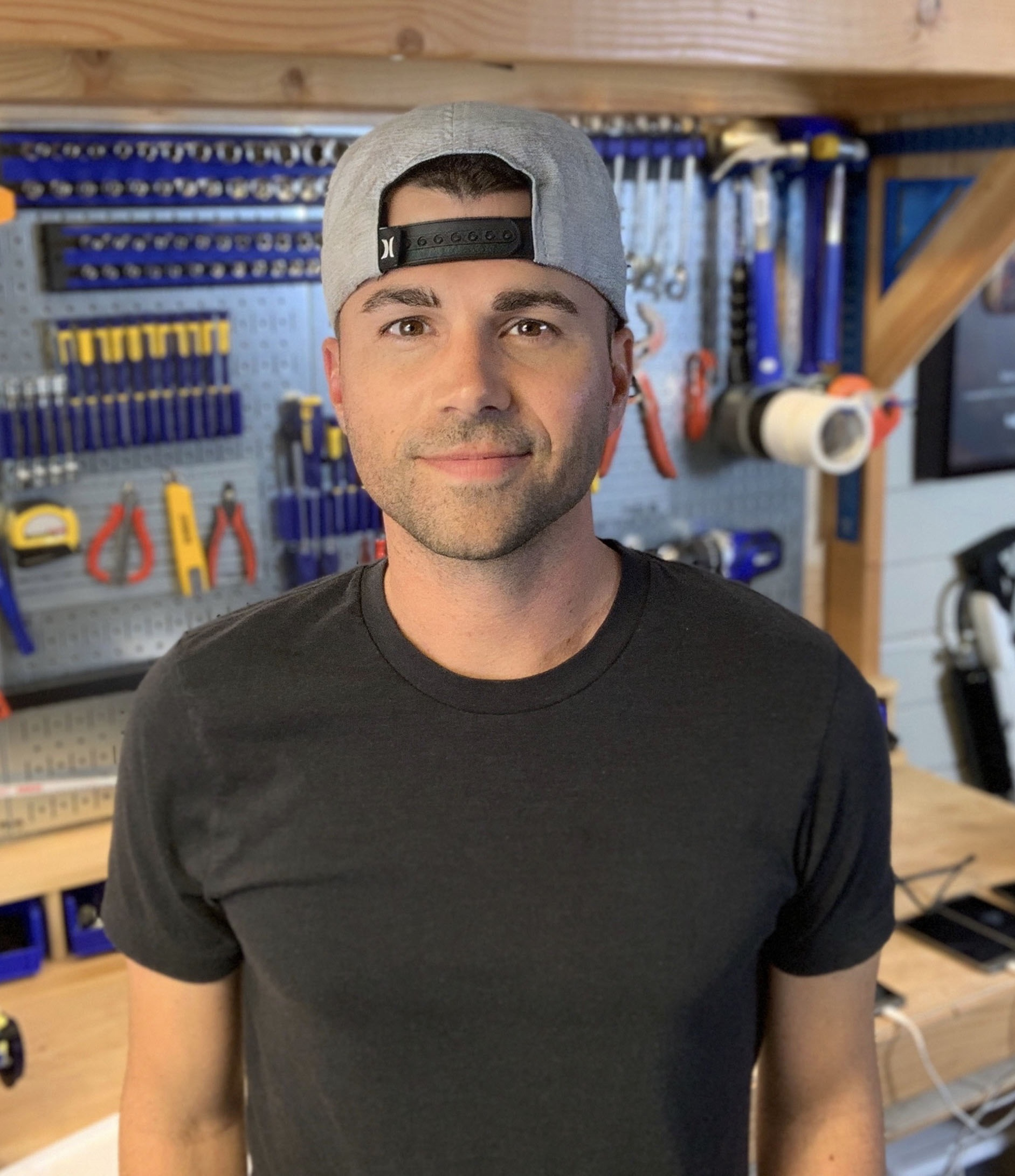
Mark Rober (* 1980)

- Röber, Martin (1583–1633), deutscher lutherischer Theologe
- Röber, Paul (1587–1651), deutscher lutherischer Theologe
- Röber, Paul Philipp (1632–1696), deutscher lutherischer Theologe
- Röber, Ralph (* 1959), deutscher Mittelalter- und Neuzeitarchäologe
- Rober, Richard (1910–1952), US-amerikanischer Schauspieler bei Bühne und Film
- Rober, Robert (1926–2007), deutscher Film- und Theaterschauspieler
- Röber, Walter (1894–1964), deutscher Politiker (SPD)
- Röber, Wolf-Dieter (* 1943), deutscher Kunsthistoriker

#### Roberd
- Roberday, François (1624–1680), französischer Komponist und Organist des Barock
- Roberdeau, Daniel (1727–1795), US-amerikanischer Jurist, Politiker und General
- Roberdeau, John (1953–2002), US-amerikanischer Filmproduzent

#### Roberg
- Roberg, Burkhard (1935–2021), deutscher Historiker
- Roberg, Lars (1664–1742), schwedischer Mediziner
- Roberge, François-Olivier (* 1985), kanadischer Eisschnellläufer
- Roberge, Kalyna (* 1986), kanadische Shorttrackerin
- Roberge, Skylar (* 1994), US-amerikanische Schauspielerin

#### Robers
- Robers, Joseph (1944–2011), deutscher Künstler
- Robers, Norbert (* 1962), deutscher JournalistNorbert Robers (* 1962)

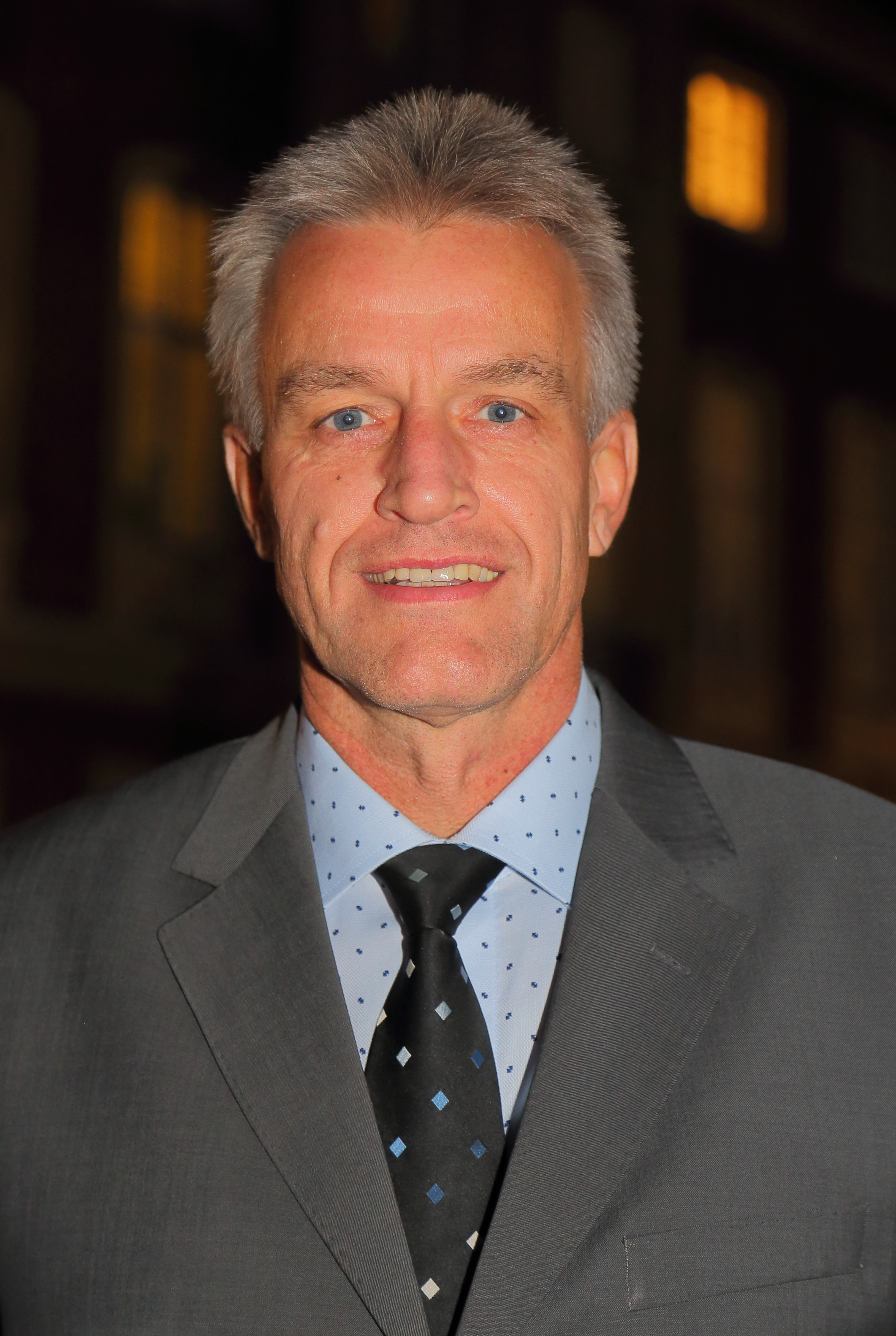
Norbert Robers (* 1962)

- Roberscheuten, Frank (* 1962), niederländischer Jazzmusiker (Tenorsaxophon, Klarinette)
- Roberson, André (* 1991), US-amerikanischer Basketballspieler
- Roberson, Anthony (* 1983), US-amerikanischer Basketballspieler
- Roberson, Bo (1935–2001), US-amerikanischer Weitspringer und American-Football-Spieler
- Roberson, Chris (* 1970), US-amerikanischer Comicautor
- Roberson, Darryl (* 1960), US-amerikanischer Offizier, Generalleutnant der US Air Force
- Roberson, Eric (* 1986), US-amerikanischer Tennisspieler
- Roberson, Jennifer (* 1953), US-amerikanische Autorin und Journalistin
- Roberson, LaTavia (* 1981), US-amerikanische R&B-SängerinLaTavia Roberson (* 1981)

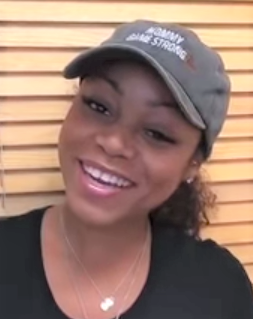
LaTavia Roberson (* 1981)

- Roberson, Mike (* 1956), US-amerikanischer Sprinter
- Roberson, Patrick B., US-amerikanischer Offizier, Generalmajor der US-Army

#### Robert
- Robert, Graf von Eu, Lord of Hastings
- Robert († 1159), englisch-schottischer Ordensgeistlicher
- Robert († 1249), schottischer Geistlicher
- Robert († 1037), Erzbischof von Rouen, Graf von Évreux
- Robert († 1228), lateinischer Kaiser von Konstantinopel (1217–1228)
- Robert (1300–1315), Pfalzgraf von Burgund
- Robert (1344–1377), Graf von Perche und Porhoët
- Robert (* 1964), französische Sängerin und Singer-Songwriterin
- Robert Briçonnet († 1497), französischer Erzbischof von Reims
- Robert Crispin († 1073), normannischer Reiterführer
- Robert de Blois, altfranzösischer Dichter
- Robert de Boron, französischer Dichter
- Robert de Cassel († 1331), Herr von Cassel, Dunkerque, Gravelines, Bourbourg, Bergues und Nieuport
- Robert de Chaury, englischer Geistlicher, Bischof von Carlisle
- Robert de Clari, französischer Ritter (Picardie), Chronist
- Robert de Clermont (1256–1317), königlich-französischer PrinzRobert de Clermont (1256–1317)

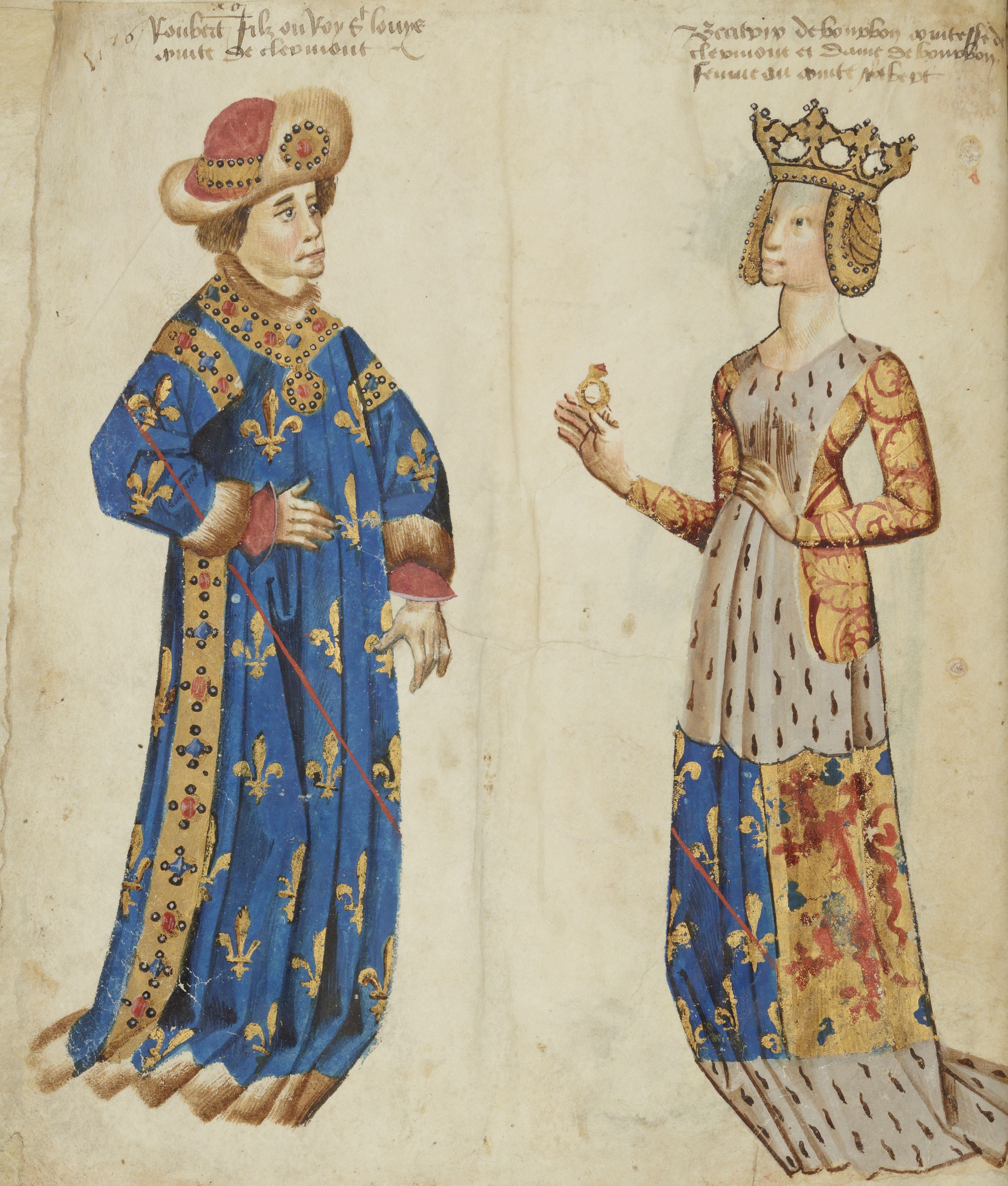
Robert de Clermont (1256–1317)

- Robert de Comines († 1069), Gefolgsmann von Wilhelm I., Earl of Northumbria
- Robert de Conteville, comte de Mortain (1031–1090), normannischer Edelmann und Earl of Cornwall
- Robert de Craon († 1147), Großmeister des Templerordens
- Robert de Cressonsacq († 1248), Bischof von Beauvais und Kreuzfahrer
- Robert de Joinville († 1205), Ritter der Champagne
- Robert de Juliac († 1377), Großmeister des Johanniterordens
- Robert de Masmines, burgundischer Ritter-Hauptmann und Ritter des Ordens vom goldenen Vlies
- Robert de Montbray, Earl of Northumbria
- Robert de Namur (1323–1391), Beaufort-sur-Meuse, Renaix, Ballâtre und Chièvre, Ritter des Hosenbandordens
- Robert de Pontigny († 1305), französischer Geistlicher, Kardinal der katholischen Kirche
- Robert de Ros, anglonormannischer Adliger
- Robert de Ros, englischer Adliger
- Robert de Ros, 1. Baron Ros of Wark, englischer Adliger
- Robert de Sablé († 1193), Großmeister des Templerordens; Gouverneur von Zypern
- Robert de Sigillo († 1150), Bischof von London, Lordkanzler und Siegelbewahrer von England
- Robert de St Agatha, englischer Geistlicher, gewählter Bischof von Carlisle
- Robert de Tibetot (1228–1298), anglonormannischer Militär, Beamter und Diplomat
- Robert de Turotte († 1246), wallonischer Geistlicher und Bischof von Lüttich
- Robert de Umfraville, anglo-schottischer Adliger
- Robert de Umfraville, 8. Earl of Angus († 1325), englischer Adeliger
- Robert de Vaugondy, Didier (1723–1786), französischer Geograph und Beiträger zur Encyclopédie
- Robert de Vere († 1250), Kreuzfahrer
- Robert de Vieuxpont († 1264), englischer Adliger und Rebell
- Robert der Bulgare, Dominikaner und Inquisitor
- Robert der Mönch († 1122), französischer Kleriker und Chronist
- Robert der Tapfere († 866), Graf von Tours (852–866); Graf von Angers (852–865); Graf von Auxerre (865–866); Graf von Nevers (865–866)
- Robert DiBernardo (1937–1986), US-amerikanischer Mobster
- Robert D’Oyly, normannischer Adliger
- Robert Fitz Martin, normannischer Adliger
- Robert Fitz Richard (1064–1136), anglonormannischer Adliger
- Robert Fitzharding († 1170), angelsächsischer Edelmann
- Robert Fitzralph, anglonormannischer Geistlicher, Bischof von Worcester
- Robert FitzRoger († 1212), englischer Adliger
- Robert FitzStephen, cambro-normannischer Adliger und Anführer der ersten anglonormannischen Invasion Irlands
- Robert FitzWalter († 1235), anglonormannischer Adliger
- Robert Grosseteste († 1253), englischer Theologe und Bischof von LincolnRobert Grosseteste († 1253)

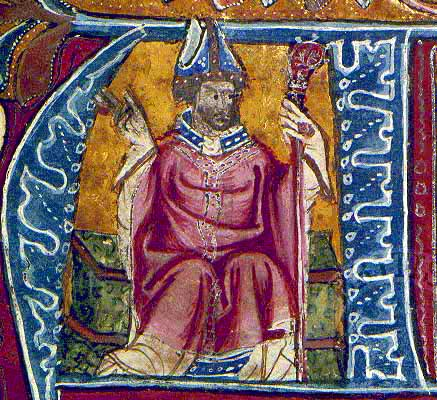
Robert Grosseteste († 1253)

- Robert Guiskard, normannischer Herrscher, Herzog von Apulien und KalabrienRobert Guiskard

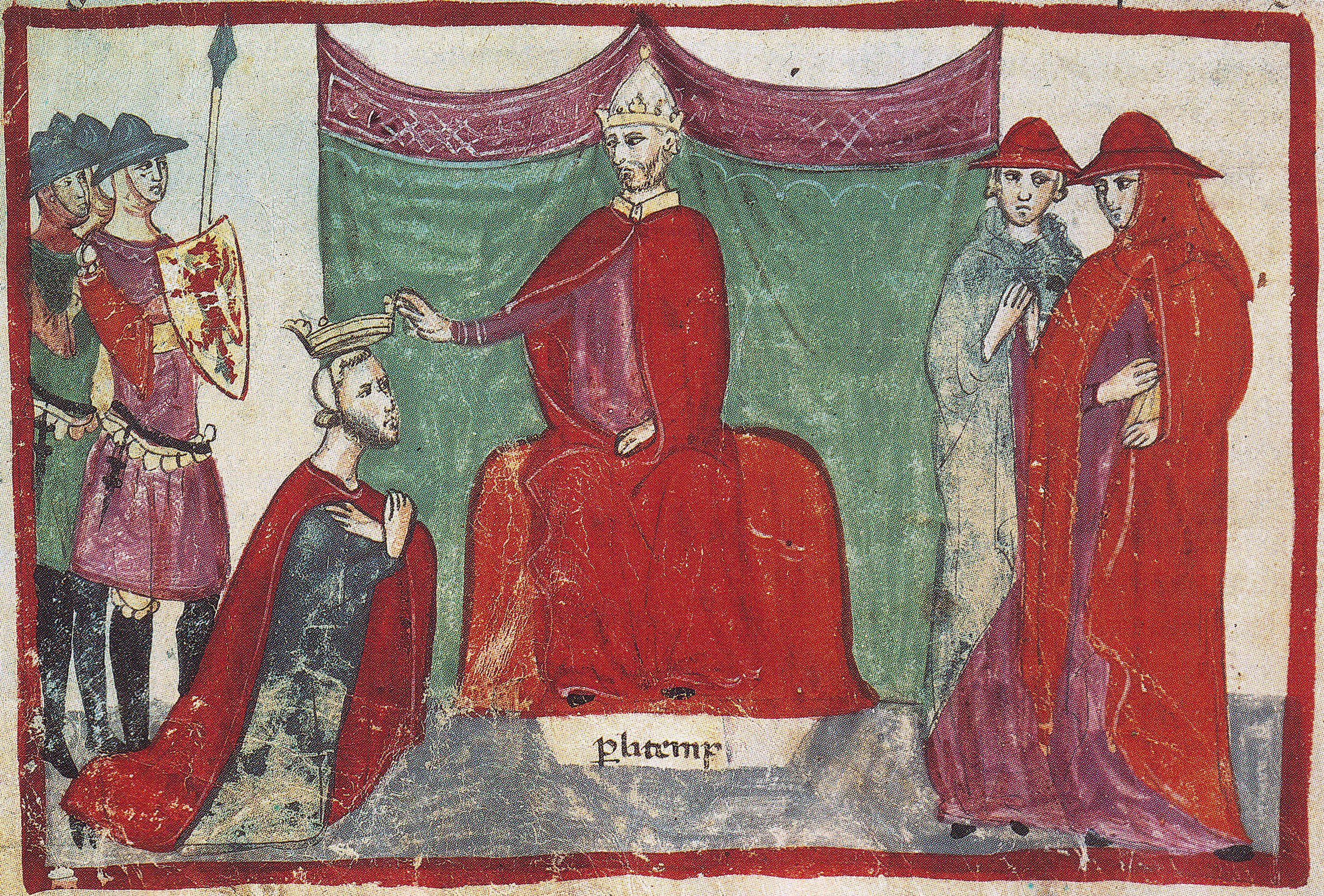
Robert Guiskard

- Róbert Gunnarsson (* 1980), isländischer Handballspieler und -trainer
- Robert I., Herr von Béthune
- Robert I., Graf von Worms- und Oberrheingau
- Robert I., Bischof von Breslau
- Robert I. (866–923), König von Frankreich
- Robert I. († 1035), normannischer Herzog
- Robert I. (1011–1076), Herzog von Burgund; Graf von Auxerre
- Robert I. († 1093), Graf von Flandern (1071–1093)
- Robert I. († 1118), Graf von Meulan (Frankreich) und 1. Earl of Leicester (England)
- Robert I. († 1188), fünfter Sohn des französischen Königs Ludwig VI.
- Robert I. († 1234), Graf von Clermont, Dauphin von Auvergne, Trobador
- Robert I. († 1250), Graf von Artois (1237–1250)
- Robert I. (1274–1329), König von Schottland
- Robert I. (1344–1411), Markgraf von Pont-à-Mousson und Herzog von Bar
- Robert I. (1848–1907), Herzog von Parma
- Robert I. de Boves († 1191), Herr von Boves
- Robert I. de Craon († 1098), Herr von Craon und Sabblé, Kreuzfahrer
- Robert I. von der Mark († 1489), Gouverneur des Herzogtums Bouillon
- Robert I. von Metz († 917), Bischof von Metz
- Robert II. († 1146), Bischof von Breslau
- Robert II. (972–1031), König von Frankreich (996–1031)
- Robert II., Graf von Namur
- Robert II. (1054–1134), Herzog der Normandie, KreuzfahrerRobert II. (1054–1134)

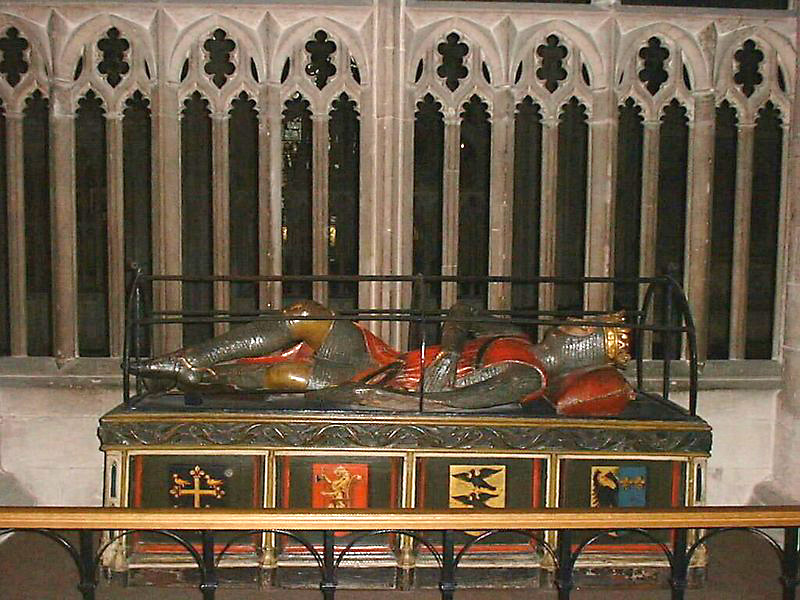
Robert II. (1054–1134)

- Robert II. († 1111), Graf von Flandern
- Robert II., Graf von Meulan
- Robert II. (1154–1218), Graf von Dreux und Braine
- Robert II. († 1306), Herzog von Burgund
- Robert II. (1250–1302), Graf von Artois
- Robert II. (1316–1390), König von Schottland
- Robert III., Graf von Auvergne
- Robert III. (1185–1234), Graf von Dreux und Braine
- Robert III. (1249–1322), Graf von Flandern
- Robert III. (1287–1342), Graf von Artois (1302–1309); Graf von Beaumont-le-Roger (1310–1331)
- Robert III. (1337–1406), König von SchottlandRobert III. (1337–1406)

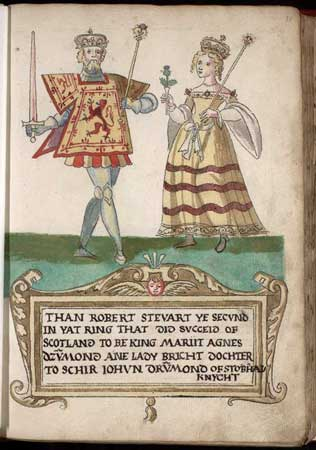
Robert III. (1337–1406)

- Robert III. Clément († 1181), französischer Adliger
- Robert III. von Virneburg († 1352), Graf von Virneburg und Marschall von Westfalen
- Robert IV. (1241–1282), Graf von Dreux und Braine
- Robert IV. († 1387), Graf von Eu, Herr von Saint-Valery und Ault
- Robert Malet, normannischer Adliger
- Róbert Marshall (* 1971), isländischer Politiker (Björt framtíð)
- Robert Mauvoisin, französischer Kreuzritter
- Robert Naali, Simon (1966–1994), tansanischer Mittel- und Langstreckenläufer
- Robert of Bellême, 3. Earl of Shrewsbury (* 1052), anglonormannischer Adliger
- Robert of Bingham, Bischof von Salisbury
- Robert of Braybrooke († 1211), englischer Beamter
- Robert of Holy Island († 1283), englischer Geistlicher, Bischof von Durham
- Robert of London, unehelicher Sohn des schottischen Königs Wilhelm I.
- Robert of Newminster († 1159), erster Abt von Newminster Abbey
- Robert of Rhuddlan († 1093), normannischer Ritter und Eroberer von Nordostwales
- Robert of Stichill († 1274), englischer Geistlicher, Bischof von Durham
- Robert of the Provender, schottischer Geistlicher
- Robert of Thornham († 1211), anglonormannischer Adliger und Militär
- Robert of Thwing (Ritter, † zwischen 1172 und 1199), englischer Ritter
- Robert of Thwing (Ritter, † zwischen 1245 und 1257), englischer Ritter
- Robert of Ufford († 1298), englischer Ritter, Justiciar von Irland
- Robert of Wickhampton († 1284), englischer Geistlicher, Bischof von Salisbury
- Róbert Pálsson (* 1991), isländischer Eishockeyspieler
- Robert Peche († 1126), englischer Geistlicher, Bischof von Coventry
- Róbert Ragnar Spanó (* 1972), isländischer Jurist, Präsident des Europäischen Gerichtshofs für Menschenrechte
- Robert Renan (* 2003), brasilianischer Fußballspieler
- Róbert Sighvatsson (* 1972), isländischer Handballspieler und Handballtrainer
- Robert Sigurðsson (* 1993), US-amerikanisch-isländischer Eishockeyspieler
- Robert V. († 1277), Graf von Auvergne und Boulogne
- Robert V. († 1191), Herr von Béthune, Richebourg, Varneston und Chocques
- Robert VI. († 1314), Graf von Auvergne und Boulogne
- Robert VII. († 1248), Herr von Béthune, Richebourg, Dendermonde etc.
- Robert VII. († 1325), Graf von Auvergne Boulogne
- Robert von Anjou (1278–1343), König von NeapelRobert von Anjou (1278–1343)

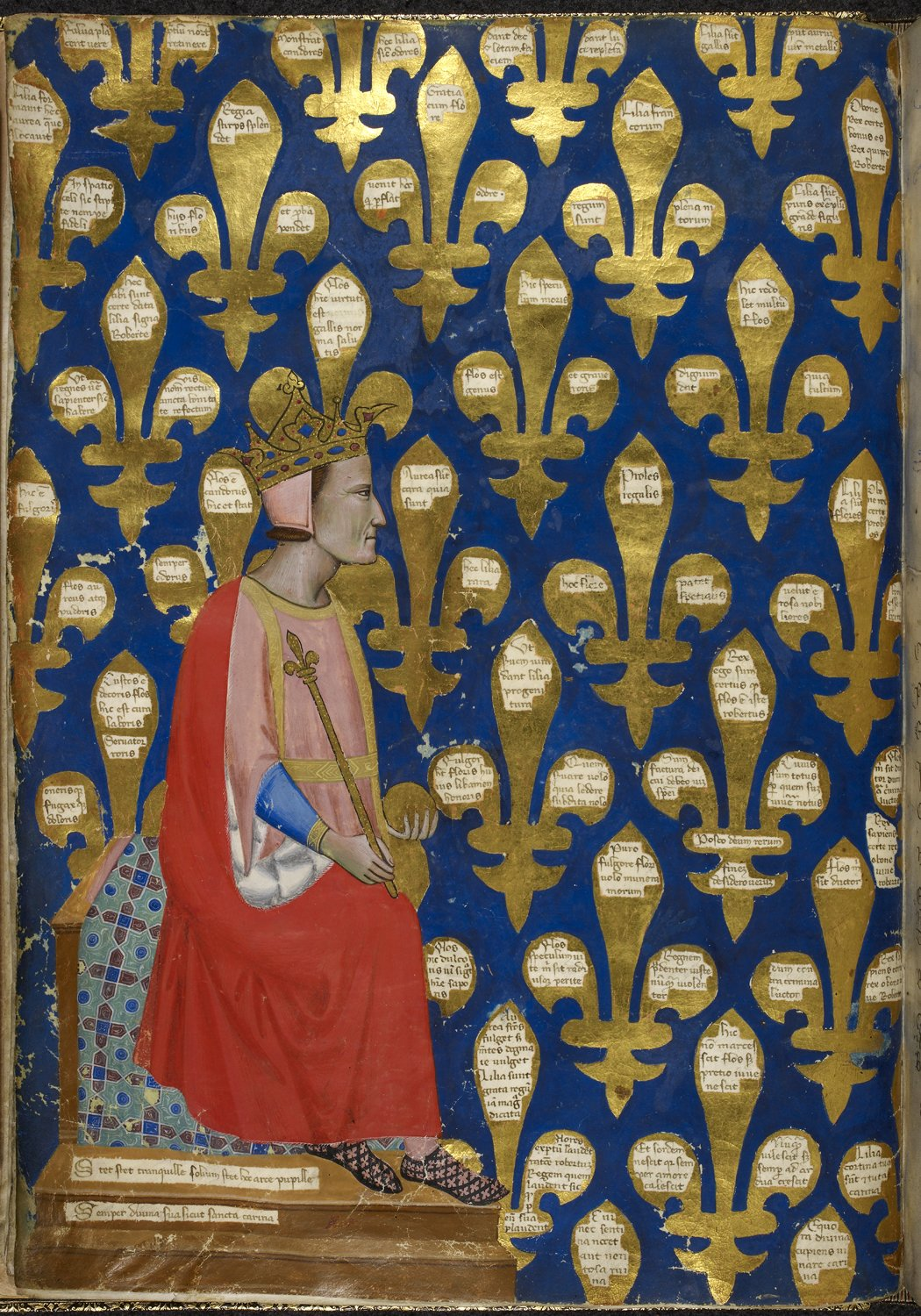
Robert von Anjou (1278–1343)

- Robert von Arbrissel († 1116), Gründer des Ordens von Fontevraud
- Robert von Bar († 1415), Graf von Soissons und Marle
- Robert von Chester, englischer Mathematiker und Arabist
- Robert von Courson († 1219), englischer Kardinal
- Robert von Courtenay (1168–1239), Herr von Champignelles
- Robert von England († 1240), Bischof von Olmütz
- Robert von Genf († 1287), Bischof von Genf
- Robert von Jumièges, normannischer Kleriker, Bischof von London, Erzbischof von Canterbury, Prior von Saint-Ouen in Rouen, Abt von Jumièges
- Robert von Ketton, englischer mittelalterlicher Theologe, Astronom und Arabist
- Robert von Melun († 1167), britischer Theologe und Philosoph, Bischof von Hereford
- Robert von Molesme († 1111), Benediktiner-Abt, Reformmönch und Mitbegründer des ZisterzienserordensRobert von Molesme († 1111)

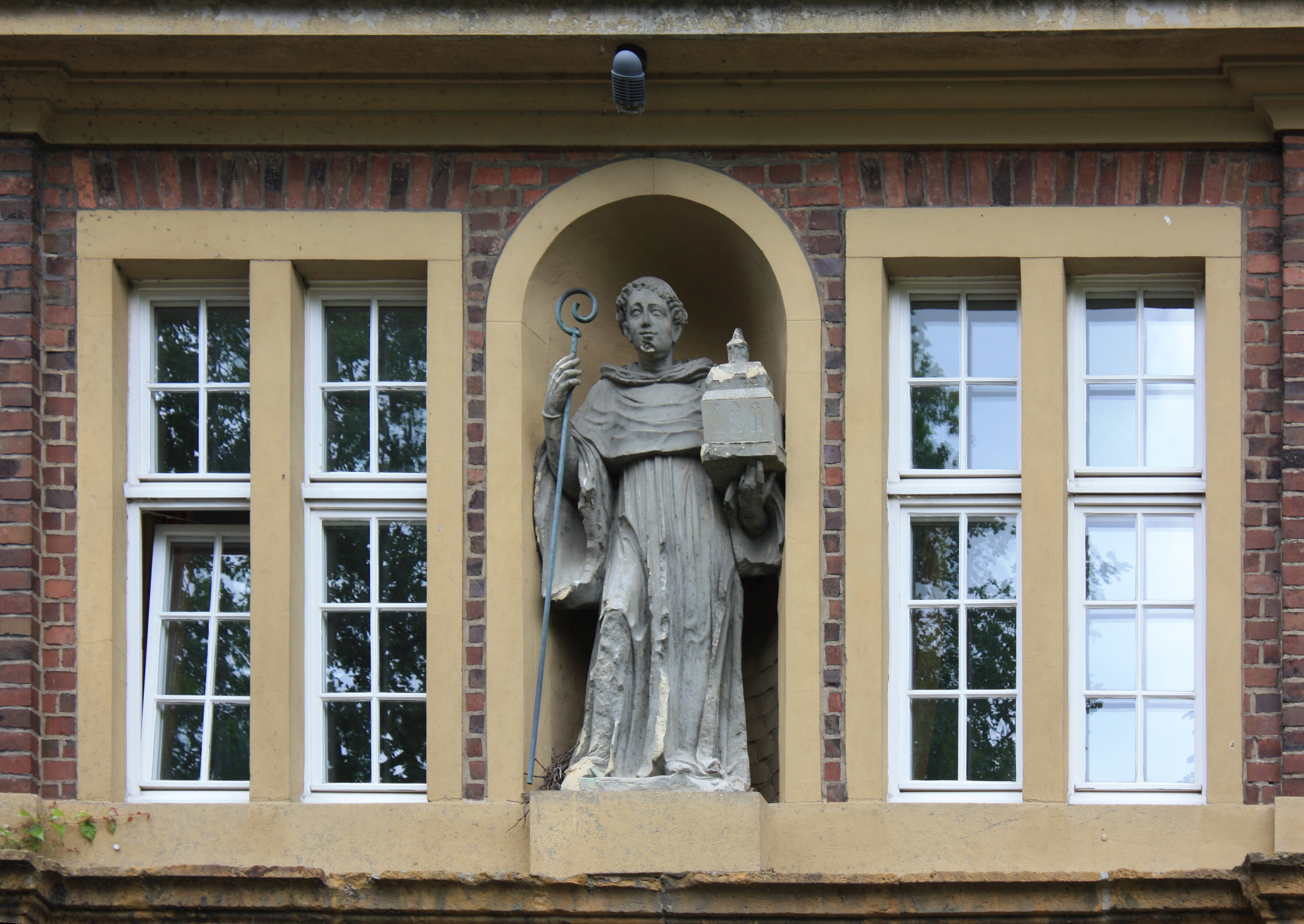
Robert von Molesme († 1111)

- Robert von Nantes († 1254), Bischof von Nantes, Patriarch von Jerusalem
- Robert von Sahyun († 1119), Herr von Sahyun
- Robert von Scandaleon, Herr von Scandaleon
- Robert von Sorbon (1201–1274), französischer Theologe und Hofkaplan
- Robert von Tarent († 1364), Fürst von Tarent, Achaia und Titularkaiser von Konstantinopel
- Robert von Torigni († 1186), normannischer Mönch und Chronist
- Robert von Turlande (1001–1067), Heiliger, Abt, Klostergründer
- Robert von Vermandois († 967), Graf von Meaux, Graf von Troyes
- Robert, 1. Earl of Gloucester († 1147), unehelicher Sohn des englischen Königs Heinrich I.
- Robert, 4. Earl of Strathearn, schottischer Adeliger
- Robert, Adolphe (1833–1899), französischer Historiker und Biograf
- Robert, Alain (1941–2025), Schweizer Mathematiker
- Robert, Alain (* 1962), französischer FassadenklettererAlain Robert (* 1962)

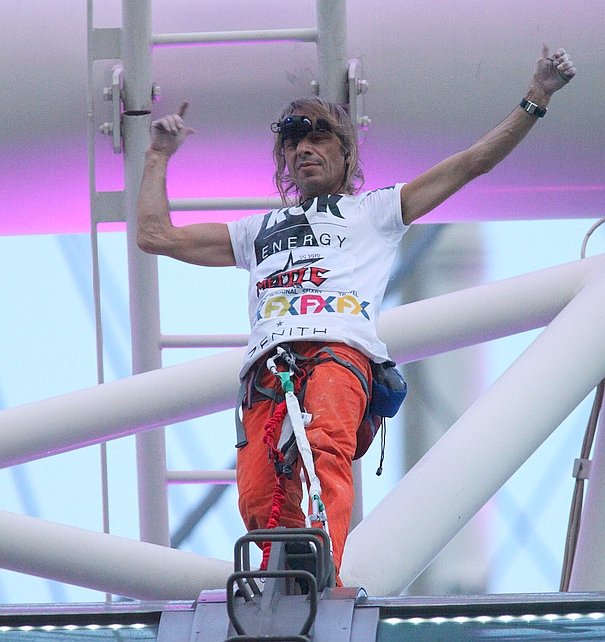
Alain Robert (* 1962)

- Robert, Aurèle (1805–1871), Schweizer Maler
- Robert, Babs (* 1933), belgischer Jazzmusiker (Saxophon, Komposition)
- Robert, Benjamin (* 1998), französischer Mittelstreckenläufer
- Robert, Bernadette (* 1946), französische Schauspielerin
- Robert, Carl (1850–1922), deutscher klassischer Philologe und Archäologe
- Robert, Carl Wilhelm (1740–1803), deutscher Theologe, Jurist und aktiver Freimaurer
- Robert, Daniel, Szenenbildner und Artdirector
- Robert, David (* 1969), französischer Fußballspieler
- Robert, Denise (* 1954), kanadische Filmproduzentin
- Robert, Emerich (1847–1899), österreichisch-ungarischer Schauspieler
- Robert, Ernst Friedrich Ferdinand (1763–1843), deutscher Maler und Hochschullehrer
- Robert, Étienne-Gaspard (1763–1837), belgischer Zauberkünstler und Entwickler der Phantasmagoria
- Robert, Eugen (1877–1944), ungarischer Rechtsanwalt, Journalist und Theaterunternehmer
- Robert, Eva (1912–2007), australische Badmintonspielerin
- Robert, Ferdinand (1877–1948), österreichischer Bühnen- und Filmschauspieler
- Robert, Frank (1918–2007), norwegischer Film- und Theaterschauspieler, Sänger sowie Tänzer
- Robert, Frédérique (* 1989), belgischer Bahn- und Straßenradrennfahrer
- Robert, Georg (1765–1833), deutscher Rechtswissenschaftler und Politiker in Kurhessen
- Robert, George (1960–2016), Schweizer Jazzmusiker
- Robert, Georges (1893–1985), französischer Eishockeyspieler
- Robert, Heinrich (* 1853), vermutlich österreichischer Theaterschauspieler und -regisseur
- Robert, Henri (1863–1936), französischer Anwalt
- Robert, Henrik (1887–1971), norwegischer Segler
- Robert, Henry Martyn (1837–1923), US-amerikanischer Offizier, Brigadegeneral der US-Army
- Robert, Horst-Krafft (1920–2009), deutscher Diplomat
- Robert, Hubert (1733–1808), französischer MalerHubert Robert (1733–1808)

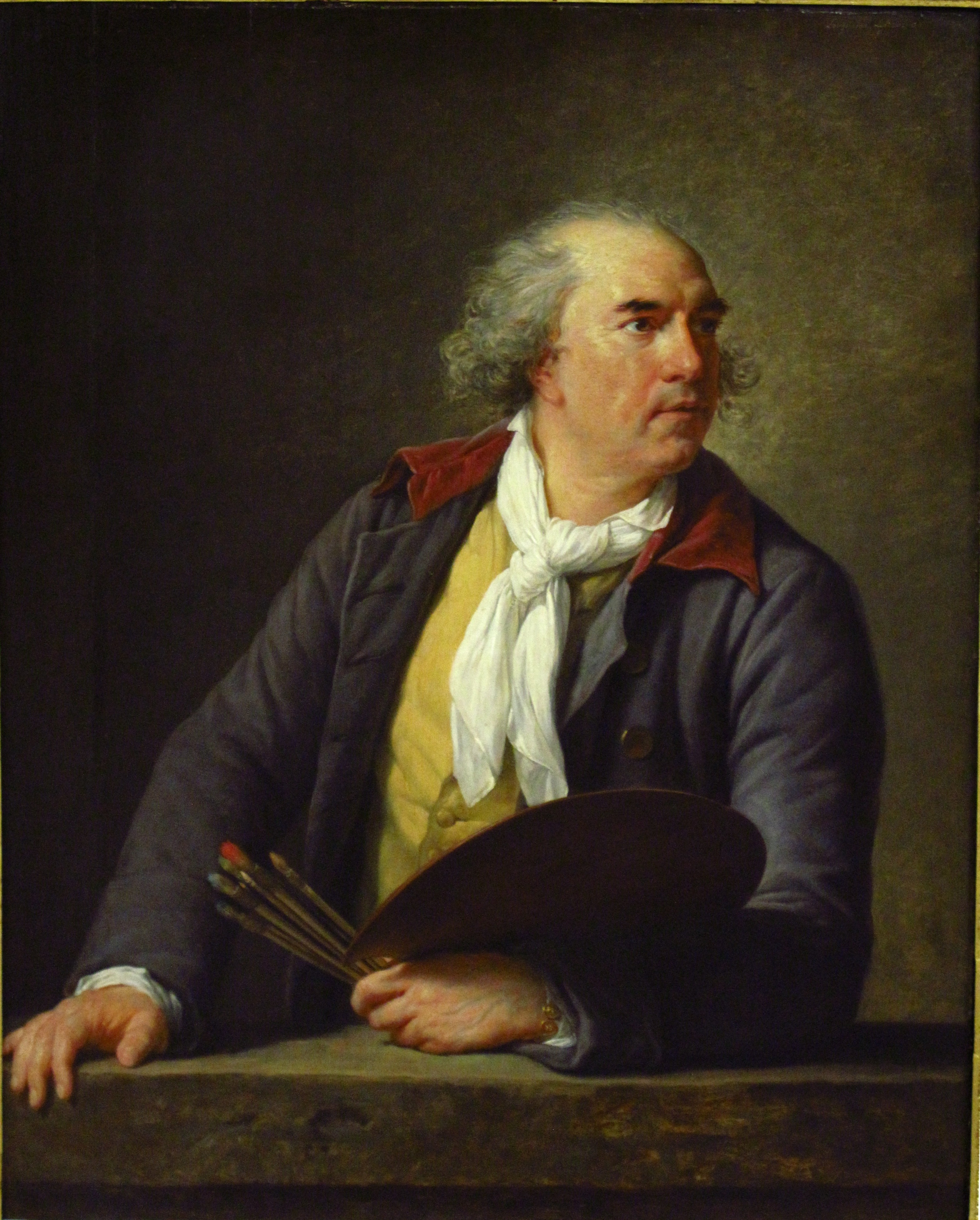
Hubert Robert (1733–1808)

- Robert, Jean (1908–1981), belgischer Saxophonist
- Robert, Jean-François (* 1973), französischer Fotokünstler, Schriftsteller und Musiker
- Robert, Joël (1943–2021), belgischer Motocross-Rennfahrer und sechsfacher Weltmeister
- Robert, Jörg (* 1971), deutscher Germanist
- Robert, Joseph-Jean-Louis (1819–1900), französischer Geistlicher und römisch-katholischer Bischof von Marseille
- Robert, Julien (* 1974), französischer Biathlet
- Robert, Julius (1826–1888), österreichischer Chemiker und Industrieller
- Robert, Laurent (* 1975), französischer Fußballspieler
- Robert, Leni (* 1936), Schweizer Politikerin (FDP, FL)
- Robert, Léo-Paul (1851–1923), Schweizer Maler
- Robert, Léon-Paul-Joseph (1849–1888), französischer Maler
- Robert, Léopold (1794–1835), Schweizer Maler
- Robert, Lionel (* 1962), französischer Autorennfahrer
- Robert, Lorin S. (* 1956), mikronesischer Politiker und Außenminister (seit 2007)
- Robert, Louis (1904–1985), französischer Epigraphiker
- Robert, Louis de (1871–1937), französischer Schriftsteller
- Robert, Ludwig (1778–1832), deutscher Dramatiker, Erzähler, Lyriker, Publizist und Übersetzer
- Robert, Marie-Françoise (* 1939), schweizerische Künstlerin
- Robert, Marthe (1888–1973), Schweizer Pionierin FrauenschwimmenMarthe Robert (1888–1973)

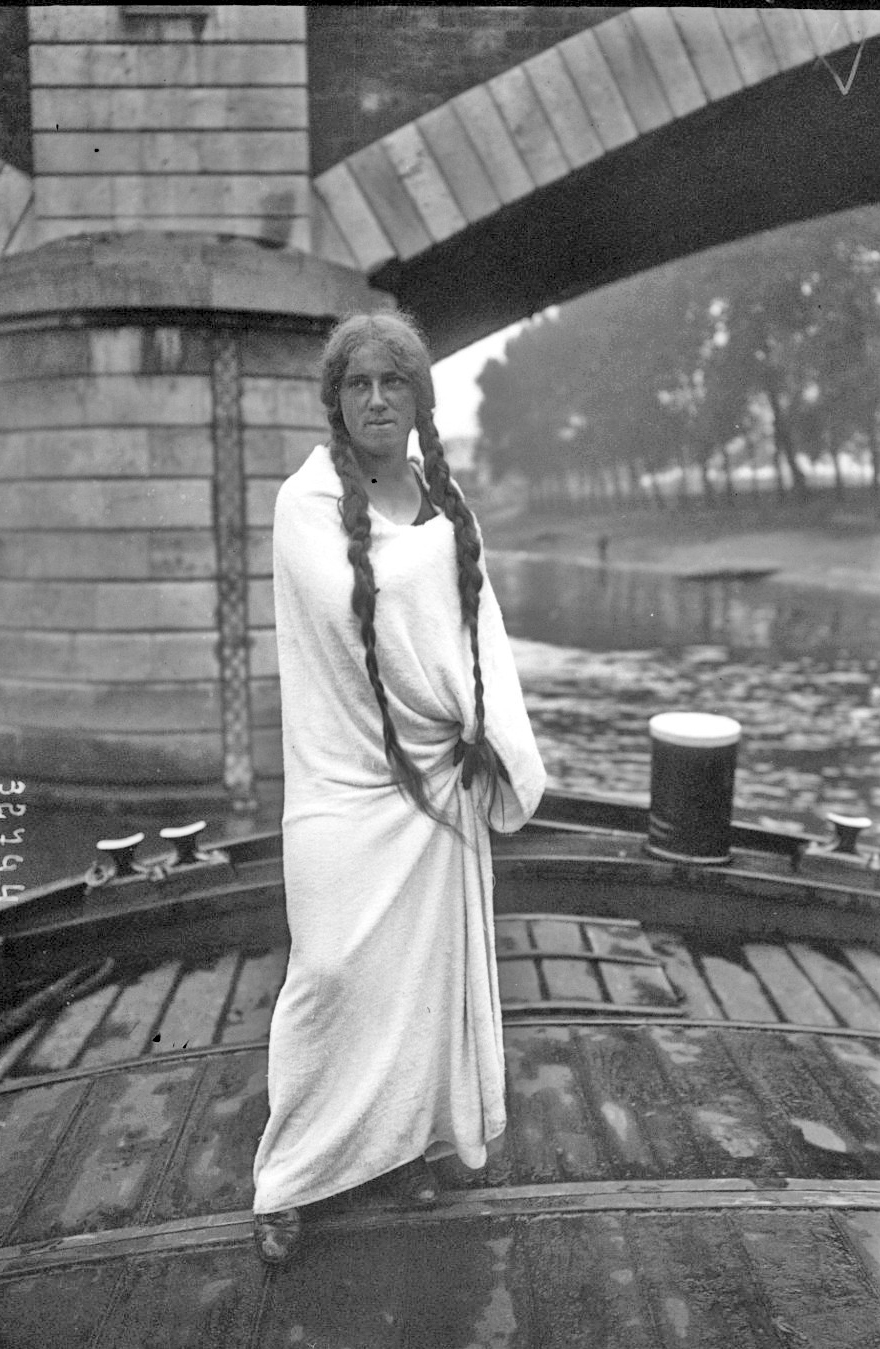
Marthe Robert (1888–1973)

- Robert, Max (* 1967), französischer Bobfahrer und Sprinter
- Robert, Michel (* 1948), französischer Springreiter
- Robert, Nicholas-Louis (1761–1828), französischer Erfinder
- Robert, Pascal (* 1963), französischer Radrennfahrer
- Robert, Paul († 1961), Schweizer Fechter
- Robert, Paul (1867–1934), Schweizer Schauspieler und Karikaturist
- Robert, Paul (1910–1980), französischer Romanist und Lexikograf
- Robert, Paul-André (1901–1977), Schweizer Maler und Odonatologe
- Robert, Paul-Julien (* 1979), österreichischer Regisseur und Fotograf
- Robert, Peter (* 1951), deutscher Übersetzer, Schriftsteller und Dokumentarfilmer
- Robert, Philippe (1881–1930), Schweizer Maler
- Robert, Pierre († 1699), französischer Komponist des Barock
- Robert, René (1948–2021), kanadischer Eishockeyspieler
- Robert, Richard (1861–1924), österreichischer Pianist, Komponist, Musikkritiker und Musikpädagoge
- Robert, Shaaban Bin (1909–1962), tanganjikanischer Lyriker, Autor und Essayist
- Robert, Stéphane (* 1980), französischer Tennisspieler
- Robert, Théophile (1879–1954), Schweizer Maler
- Robert, Thierry (* 1977), französischer Politiker, Mitglied der Nationalversammlung
- Robert, Véronique (1962–2017), Schweizer Journalistin
- Robert, Victor (* 1863), belgischer Sportschütze
- Robert, Yves (1920–2002), französischer Schauspieler, Regisseur, Drehbuchautor und Filmproduzent
- Robert, Yves (* 1958), französischer Jazzmusiker
- Robert-Diessel, Lucie (1936–2019), französische Komponistin und Pianistin
- Robert-Fleury, Joseph Nicolas (1797–1890), französischer Maler
- Robert-Fleury, Tony (1837–1911), französischer Historienmaler
- Robert-Hansen, Emil (1860–1926), dänischer Cellist, Komponist und Dirigent
- Robert-Houdin, Jean Eugène (1805–1871), französischer ZauberkünstlerJean Eugène Robert-Houdin (1805–1871)

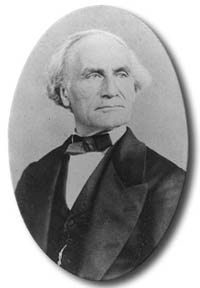
Jean Eugène Robert-Houdin (1805–1871)

- Robert-Michon, Mélina (* 1979), französische Diskuswerferin
- Robert-Pesl, Maja (1919–2008), deutsche Mäzenin
- Robert-Rewez, Jacques (1914–1998), französischer Widerstandskämpfer
- Robert-Tornow, Ferdinand (1812–1875), deutscher Jurist, Politiker und Kunstsammler
- Robert-Tornow, Karl (1851–1892), preußischer Landrat
- Robert-Tornow, Nikolaus (1886–1957), preußischer Verwaltungsjurist und Landrat
- Robert-tornow, Walter (1852–1895), deutscher Bibliothekar und Übersetzer

##### Roberte
- Robertet, Florimond I. (1459–1527), königlicher Sekretär, Notar und Kämmerer
- Robertet, Françoise (1519–1580), französische Adlige
- Robertet, Jean, französischer Anwalt, Schriftsteller und Dichter

##### Roberth
- Roberthin, Robert (1600–1648), deutscher Dichter

##### Roberti
- Roberti, Carlo (1605–1673), italienischer Kardinal und Bischof
- Roberti, Ercole de’ († 1496), italienischer Maler der Renaissance
- Roberti, Francesco (1889–1977), italienischer Geistlicher und Kurienkardinal der römisch-katholischen Kirche
- Roberti, Jean (1569–1651), Jesuit
- Roberti, Lyda (1906–1938), polnisch-US-amerikanische Schauspielerin und Sängerin
- Roberti, Margherita (1925–2021), US-amerikanische Opernsängerin (Sopran)
- Roberti, Roberto (1879–1959), italienischer Filmregisseur und Schauspieler
- Roberti, Rodolfo (1946–2013), italienischer Regisseur
- Roberti, Vito (1911–1998), italienischer katholischer Geistlicher, Erzbischof und Diplomat
- Roberti-Jessen, Udo de (1874–1953), deutscher Verwaltungsjurist, Landrat in Witkowo

##### Roberto
- Roberto Carlos (* 1973), brasilianischer FußballspielerRoberto Carlos (* 1973)

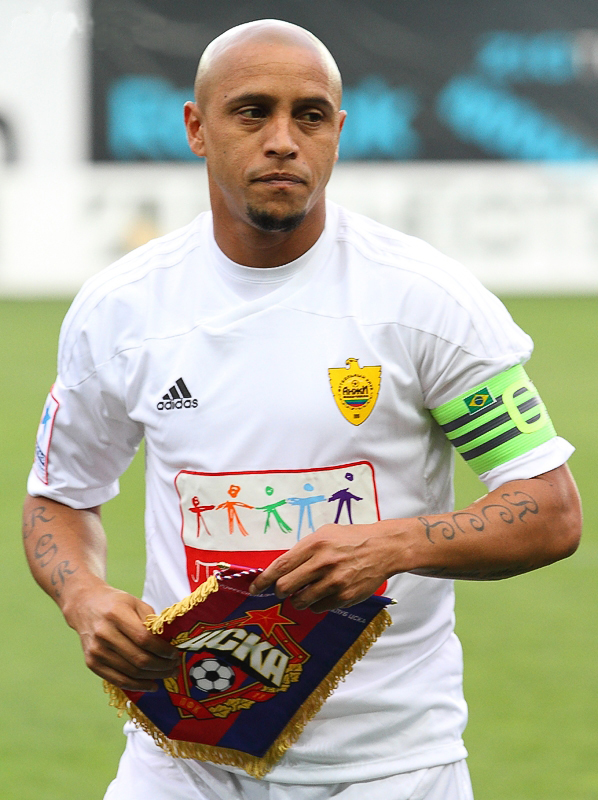
Roberto Carlos (* 1973)

- Roberto César (* 1955), brasilianischer Fußballspieler
- Roberto Firmino (* 1991), brasilianischer Fußballspieler
- Roberto, Alessandro (* 1977), italienischer Skirennläufer
- Roberto, Benedito (1946–2020), angolanischer Ordensgeistlicher, römisch-katholischer Erzbischof von Malanje
- Roberto, Holden (1923–2007), angolanischer Politiker
- Roberto, Jak (* 1993), philippinischer Schauspieler, Sänger und Model
- Roberto, Paolo (* 1969), schwedischer Boxer, Fernsehmoderator und Schauspieler
- Roberto, Sergi (* 1992), spanischer Fußballspieler
- Robertone, Lucas (* 1997), argentinischer Fußballspieler

##### Roberts

###### Roberts G
- Roberts Gillan, Lisa (* 1965), US-amerikanische Filmschauspielerin und Filmproduzentin
- Roberts Giuffre, Virginia (1983–2025), US-amerikanisch-australische Klägerin in Missbrauchsverfahren

###### Roberts R
- Roberts Rinehart, Mary (1876–1958), US-amerikanische Schriftstellerin

###### Roberts, A
- Roberts, Adam (* 1965), britischer Autor
- Roberts, Aidan (* 1998), britischer Sportkletterer
- Roberts, Albert H. (1868–1946), US-amerikanischer Politiker und der 37. Gouverneur von Tennessee
- Roberts, Alec, US-amerikanischer Schauspieler
- Roberts, Alexander von (1845–1896), deutscher Schriftsteller
- Roberts, Alexander William (1857–1938), südafrikanischer Astronom
- Roberts, Alfred (1892–1970), britischer Kaufmann, Laienprediger und Kommunalpolitiker
- Roberts, Alice (1906–1985), belgische Filmschauspielerin
- Roberts, Alice (* 1973), englische Anatomin und PaläopathologinAlice Roberts (* 1973)

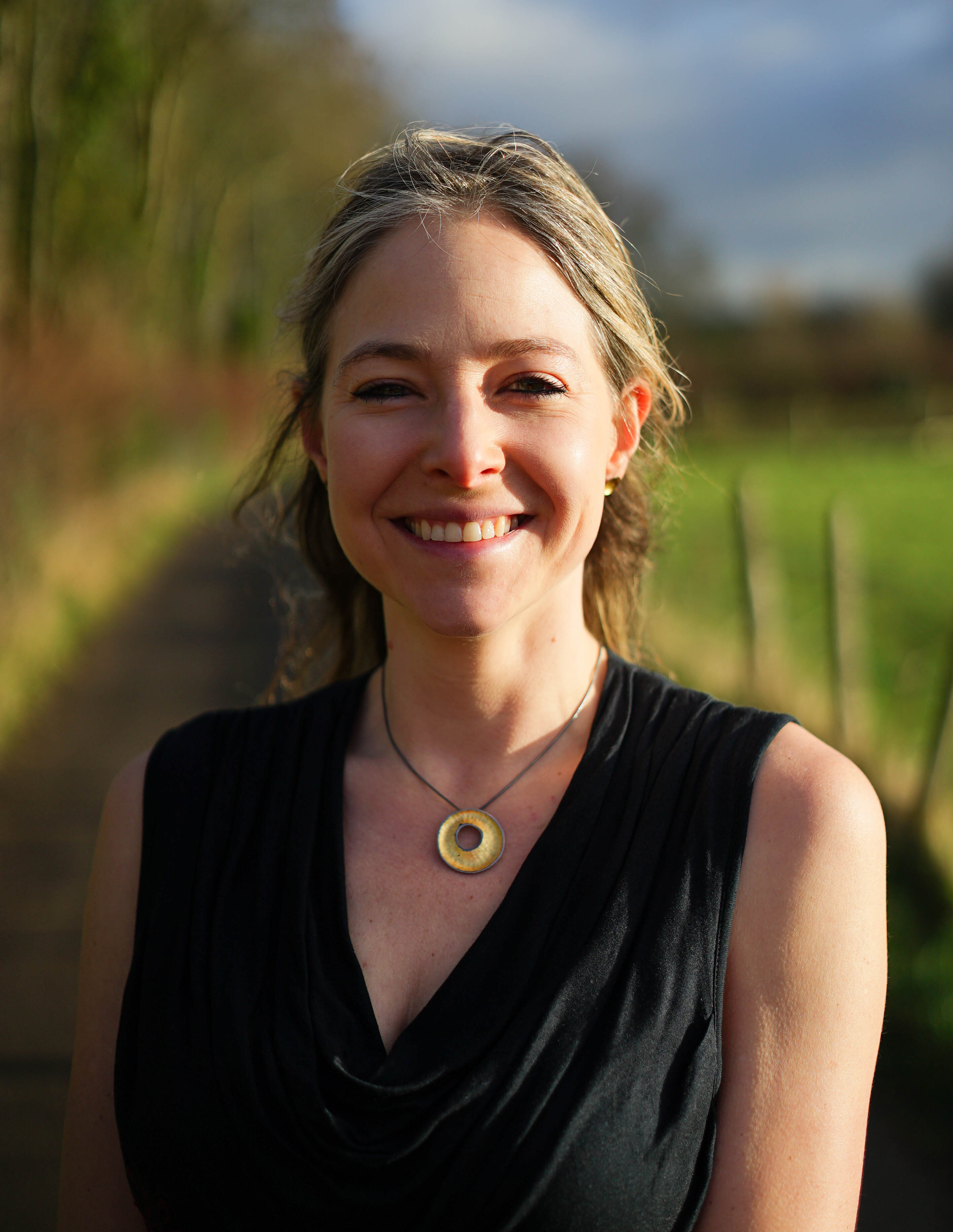
Alice Roberts (* 1973)

- Roberts, Allan (1905–1966), US-amerikanischer Pianist, Komponist und Liedtexter
- Roberts, Allene (1928–2019), US-amerikanische Schauspielerin
- Roberts, Amy (* 1988), britische Jazzmusikerin (Saxophone, Klarinette, Flöte)
- Roberts, Amy (* 1994), britische Radsportlerin
- Roberts, Andre (* 1988), US-amerikanischer American-Football-Spieler
- Roberts, Andrew (* 1963), britischer Historiker
- Roberts, Andrew (* 1968), britischer Spezialeffektkünstler
- Roberts, Anita B. (1942–2006), US-amerikanische Molekularbiologin
- Roberts, Anthony Ellmaker (1803–1885), US-amerikanischer Politiker
- Roberts, Arthur (* 1938), US-amerikanischer Schauspieler und Synchronsprecher
- Roberts, Ashley (* 1981), US-amerikanische Sängerin
- Roberts, Austin (1883–1948), südafrikanischer Zoologe mit Schwerpunkt Ornithologie

###### Roberts, B
- Roberts, B. H. (1857–1933), US-amerikanischer Politiker
- Roberts, Barbara (* 1936), US-amerikanische Politikerin
- Roberts, Bartholomew (1682–1722), walisischer PiratBartholomew Roberts (1682–1722)

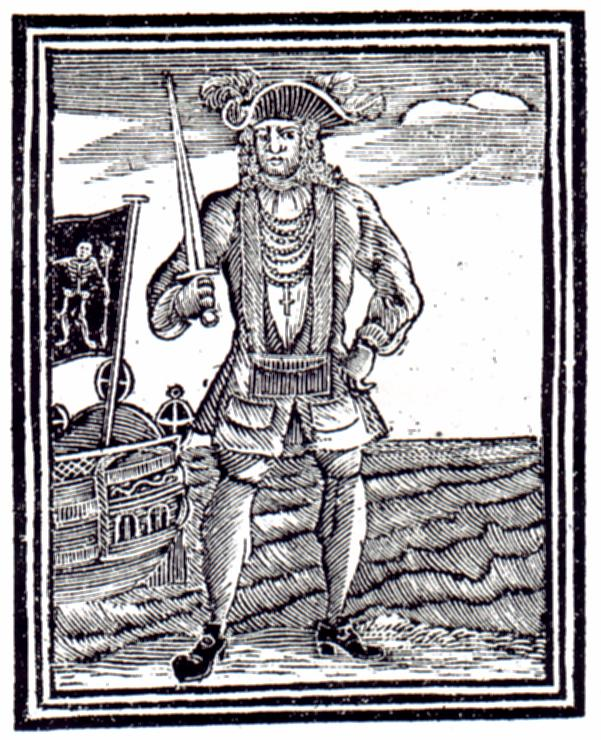
Bartholomew Roberts (1682–1722)

- Roberts, Beatrice (1905–1970), US-amerikanische Schauspielerin
- Roberts, Ben (1916–1984), US-amerikanischer Drehbuchautor und Produzent
- Roberts, Bill (1912–2001), britischer Sprinter
- Roberts, Bob (1859–1929), englischer Fußballtorhüter
- Roberts, Brian (1931–1995), US-amerikanischer Pokerspieler
- Roberts, Brian (* 1946), britischer Speerwerfer
- Roberts, Brian (* 1959), amerikanischer ManagerBrian Roberts (* 1959)

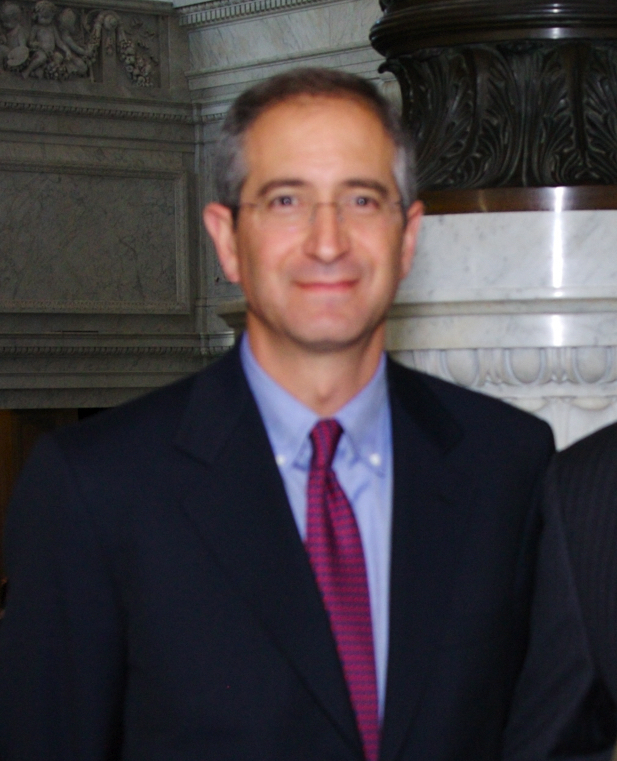
Brian Roberts (* 1959)

- Roberts, Brian (* 1985), US-amerikanischer Basketballspieler
- Roberts, Bruce (* 1950), US-amerikanischer Singer-Songwriter
- Roberts, Buckshot († 1878), US-amerikanischer Cowboy und Outlaw
- Roberts, Buddy (1945–2012), US-amerikanischer Wrestler

###### Roberts, C
- Roberts, Callum (* 1997), englischer Fußballspieler
- Roberts, Casey (1901–1949), US-amerikanischer Schauspieler, Artdirector und Szenenbildner
- Roberts, Cath (* 1983), britische Jazz- und Improvisationsmusikerin (Saxophone)
- Roberts, Charles Boyle (1842–1899), US-amerikanischer Jurist und Politiker
- Roberts, Charles Carl (1973–2006), US-amerikanischer Amokläufer
- Roberts, Charles D. (1873–1966), Brigadegeneral der US-Army
- Roberts, Charles G. D. (1860–1943), kanadischer Lyriker und Schriftsteller
- Roberts, Charles S. (1930–2010), US-amerikanischer Spieleautor
- Roberts, Cheryl (1962–2022), südafrikanische Tischtennisspielerin
- Roberts, Chris (1944–2017), deutscher Schlagersänger und SchauspielerChris Roberts (1944–2017)

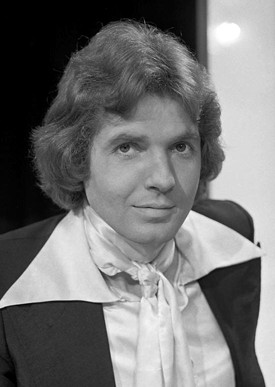
Chris Roberts (1944–2017)

- Roberts, Chris (* 1968), US-amerikanischer Gamedesigner
- Roberts, Clint (1935–2017), US-amerikanischer Politiker
- Roberts, Connor (* 1995), walisischer Fußballspieler
- Roberts, Cora (* 1935), deutsches, ehemaliges Fotomodell und eine frühere Schauspielerin
- Roberts, Craig (* 1991), britischer Schauspieler

###### Roberts, D
- Roberts, D. John (* 1945), kanadischer Wirtschaftswissenschaftler an der Stanford University
- Roberts, Dallas (* 1970), US-amerikanischer Schauspieler
- Roberts, Daniel (* 1997), US-amerikanischer Leichtathlet
- Roberts, Darryl (* 1983), Fußballspieler aus Trinidad und Tobago
- Roberts, David (1796–1864), britischer Maler
- Roberts, David (1924–1987), britischer Diplomat
- Roberts, David (* 1937), australischer Literatur- und Kulturwissenschaftler
- Roberts, David (* 1951), US-amerikanischer Stabhochspringer
- Roberts, Deborah (* 1960), amerikanische Fernsehjournalistin
- Roberts, Debra (* 1961), südafrikanische Biogeographin und Klimatologin
- Roberts, Dennis J. (1903–1994), US-amerikanischer Politiker
- Roberts, Doris (1925–2016), US-amerikanische SchauspielerinDoris Roberts (1925–2016)

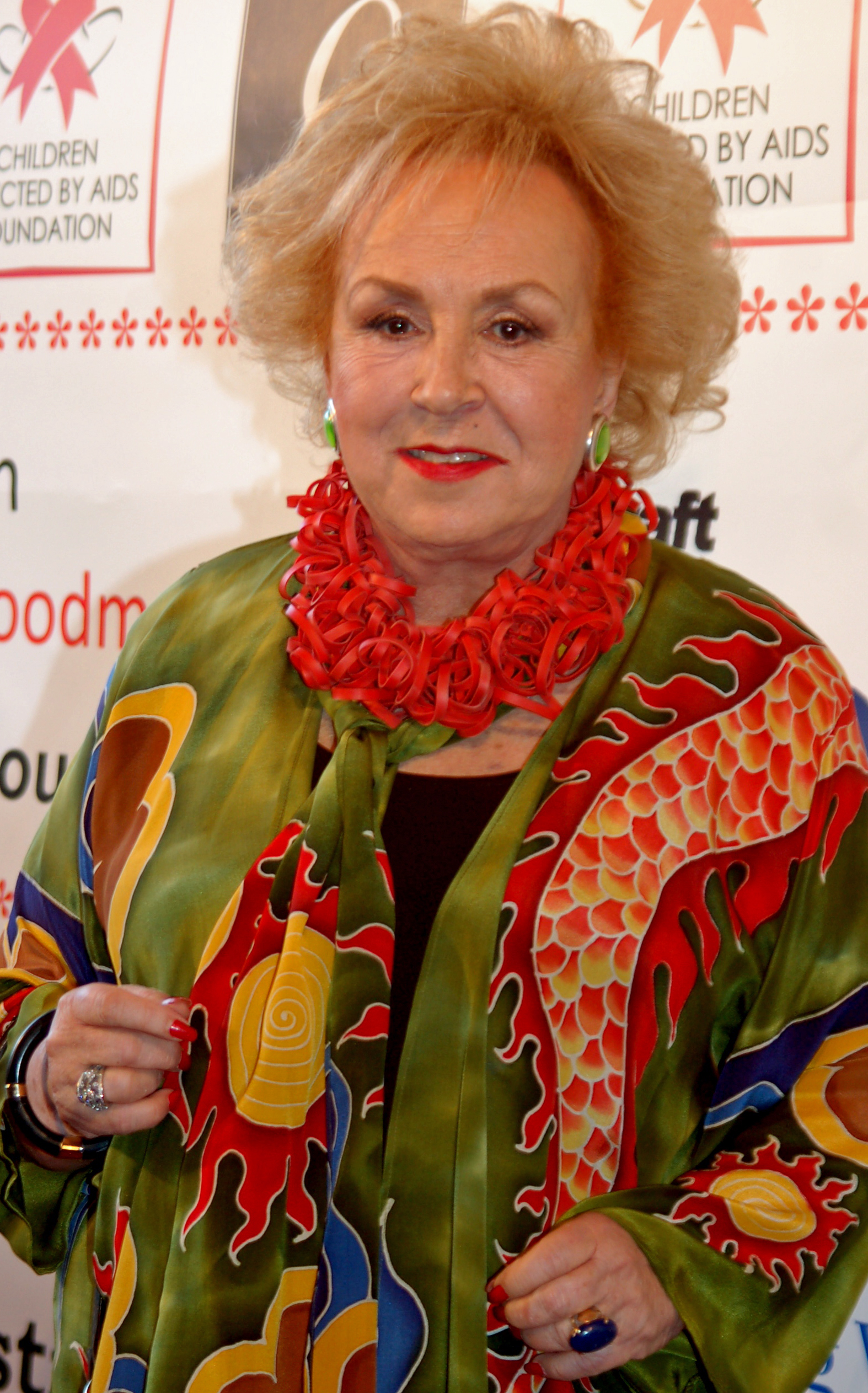
Doris Roberts (1925–2016)

- Roberts, Dudley (1945–2024), englischer Fußballspieler

###### Roberts, E
- Roberts, Ed (1939–1995), US-amerikanischer Aktivist der Independent-living-Bewegung
- Roberts, Ed (1941–2010), US-amerikanischer IT-Unternehmer
- Roberts, Edward (1845–1933), britischer Konstrukteur
- Roberts, Edward (1892–1956), US-amerikanischer Gewichtweitwerfer
- Roberts, Edwin (* 1941), Sprinter aus Trinidad und Tobago
- Roberts, Edwin Ewing (1870–1933), US-amerikanischer Politiker
- Roberts, Eliza, US-amerikanische Schauspielerin
- Roberts, Elizabeth H. (* 1957), US-amerikanische Politikerin
- Roberts, Elizabeth Madox (1881–1941), US-amerikanische Schriftstellerin und Dichterin
- Roberts, Ellen (* 1992), australische Softballspielerin
- Roberts, Ellis H. (1827–1918), US-amerikanischer Politiker
- Roberts, Elvy B. (1917–2005), US-amerikanischer Offizier, Generalleutnant der US-Army
- Roberts, Emily (* 1993), deutsch-britische Singer-Songwriterin
- Roberts, Emily Jane (* 1998), britische Gitarristin und Komponistin
- Roberts, Emma (* 1991), US-amerikanische Schauspielerin und SängerinEmma Roberts (* 1991)

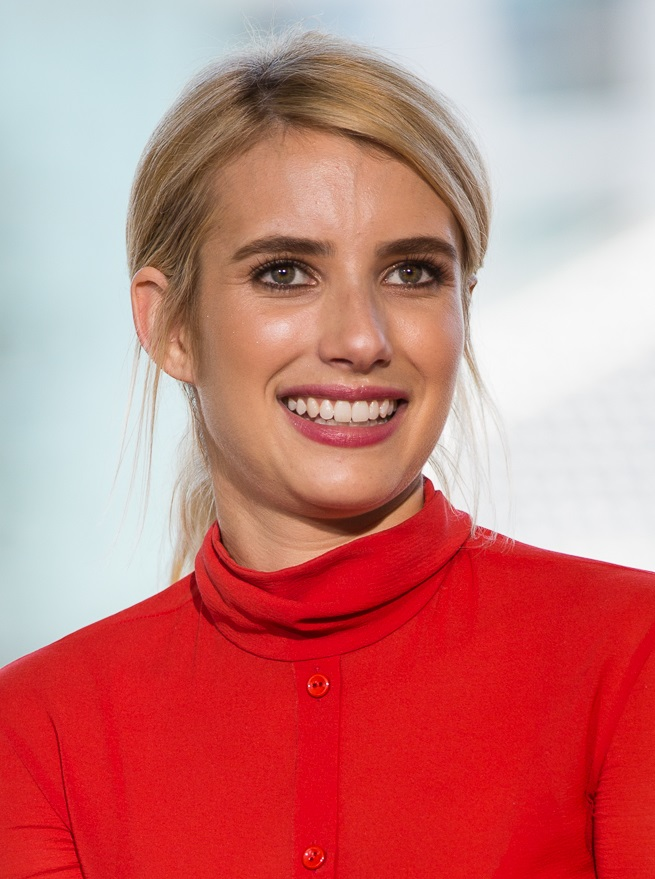
Emma Roberts (* 1991)

- Roberts, Emma Elle (* 1995), US-amerikanische christliche Schauspielerin und Model
- Roberts, Eric (* 1956), US-amerikanischer Schauspieler
- Roberts, Ernest W. (1858–1924), US-amerikanischer Politiker
- Roberts, Evan (1878–1951), britischer (walisischer) Evangelist und Erweckungsprediger
- Roberts, Evan (1909–1991), walisischer Botaniker und Naturschützer
- Roberts, Evelyn, kanadische Badmintonspielerin
- Roberts, Ewan (1914–1983), britischer Schauspieler

###### Roberts, F
- Roberts, Fiddlin’ Doc (1897–1978), US-amerikanischer Old-Time-Musiker
- Roberts, Finn (* 1996), US-amerikanischer Schauspieler
- Roberts, Fireball (1929–1964), US-amerikanischer NASCAR-Rennfahrer
- Roberts, Frank (1893–1961), englischer Fußballspieler
- Roberts, Frank Kenyon (1907–1998), britischer Botschafter
- Roberts, Frederick (1876–1941), britischer Politiker (Labour Party)
- Roberts, Frederick Madison (1879–1952), amerikanischer Politiker und Zeitungsverleger
- Roberts, Frederick, 1. Earl Roberts (1832–1914), britischer Generalfeldmarschall und Heerführer des Viktorianischen ZeitaltersFrederick Roberts, 1. Earl Roberts (1832–1914)

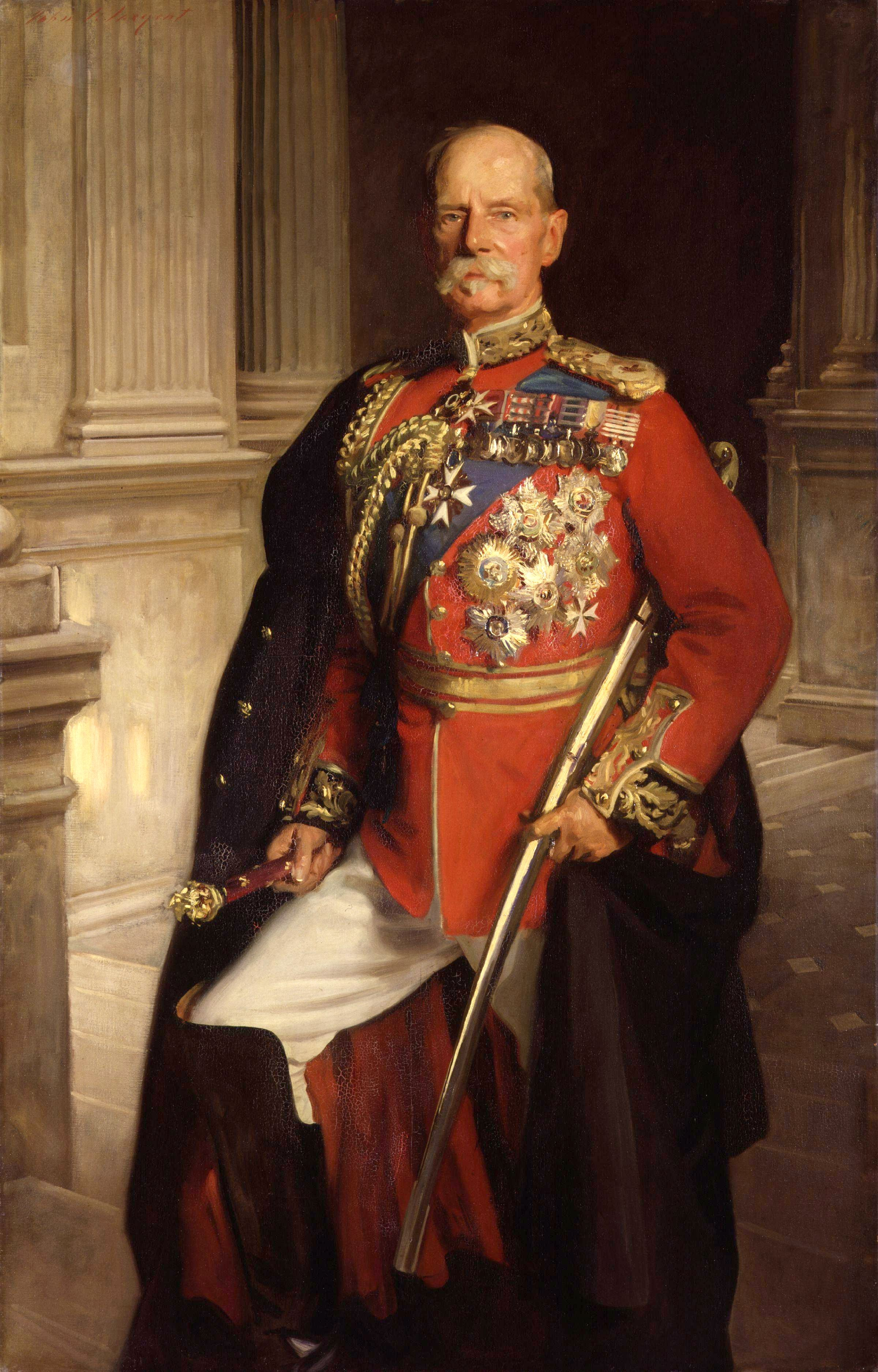
Frederick Roberts, 1. Earl Roberts (1832–1914)

###### Roberts, G
- Roberts, Gareth (* 1964), britischer Mathematiker
- Roberts, Gareth (* 1978), walisischer Fußballspieler
- Roberts, Gareth (* 1986), nordirischer Eishockeyspieler
- Roberts, Gary (* 1966), kanadischer Eishockeyspieler
- Roberts, Geoffrey (* 1952), britischer Historiker und Hochschullehrer
- Roberts, George (1928–2014), US-amerikanischer Studio- und Jazzposaunist
- Roberts, George (* 1943), US-amerikanischer Unternehmer
- Roberts, Gil (* 1989), US-amerikanischer Sprinter
- Roberts, Gilbert (1899–1978), britischer Bauingenieur
- Roberts, Gordie (* 1957), US-amerikanischer Eishockeyspieler
- Roberts, Goronwy, Baron Goronwy-Roberts (1913–1981), britischer Politiker (Labour), Mitglied des House of Commons
- Roberts, Graham (* 1959), englischer Fußballspieler und -trainer
- Roberts, Gregory (* 1952), australischer Autor

###### Roberts, H
- Roberts, Hank (* 1955), amerikanischer Musiker, Cellist, Sänger und Komponist
- Roberts, Hannah (* 2001), US-amerikanische BMX-Fahrerin
- Roberts, Henry (1803–1876), britischer Architekt
- Roberts, Henry (1853–1929), US-amerikanischer Politiker und Gouverneur des US-Bundesstaates Connecticut
- Roberts, Herbie (1905–1944), englischer Fußballspieler
- Roberts, Hig (* 1991), US-amerikanischer Skirennläufer
- Roberts, Howard (1843–1900), amerikanischer Bildhauer
- Roberts, Howard (1929–1992), US-amerikanischer Jazzgitarrist des Modern Jazz, Studiomusiker und Gitarrenlehrer

###### Roberts, I
- Roberts, Iain (* 1979), neuseeländischer Skeletonpilot
- Roberts, Ian (* 1965), australischer Rugby-League-Spieler und Schauspieler
- Roberts, Ina (1904–1977), österreichische Schriftstellerin und Theaterschauspielerin
- Roberts, Irmin (1904–1978), US-amerikanischer Kameramann
- Roberts, Isaac (1829–1904), walisischer Astronom
- Roberts, Ivor (* 1946), britischer Diplomat

###### Roberts, J
- Roberts, Jake (* 1955), US-amerikanischer WrestlerJake Roberts (* 1955)

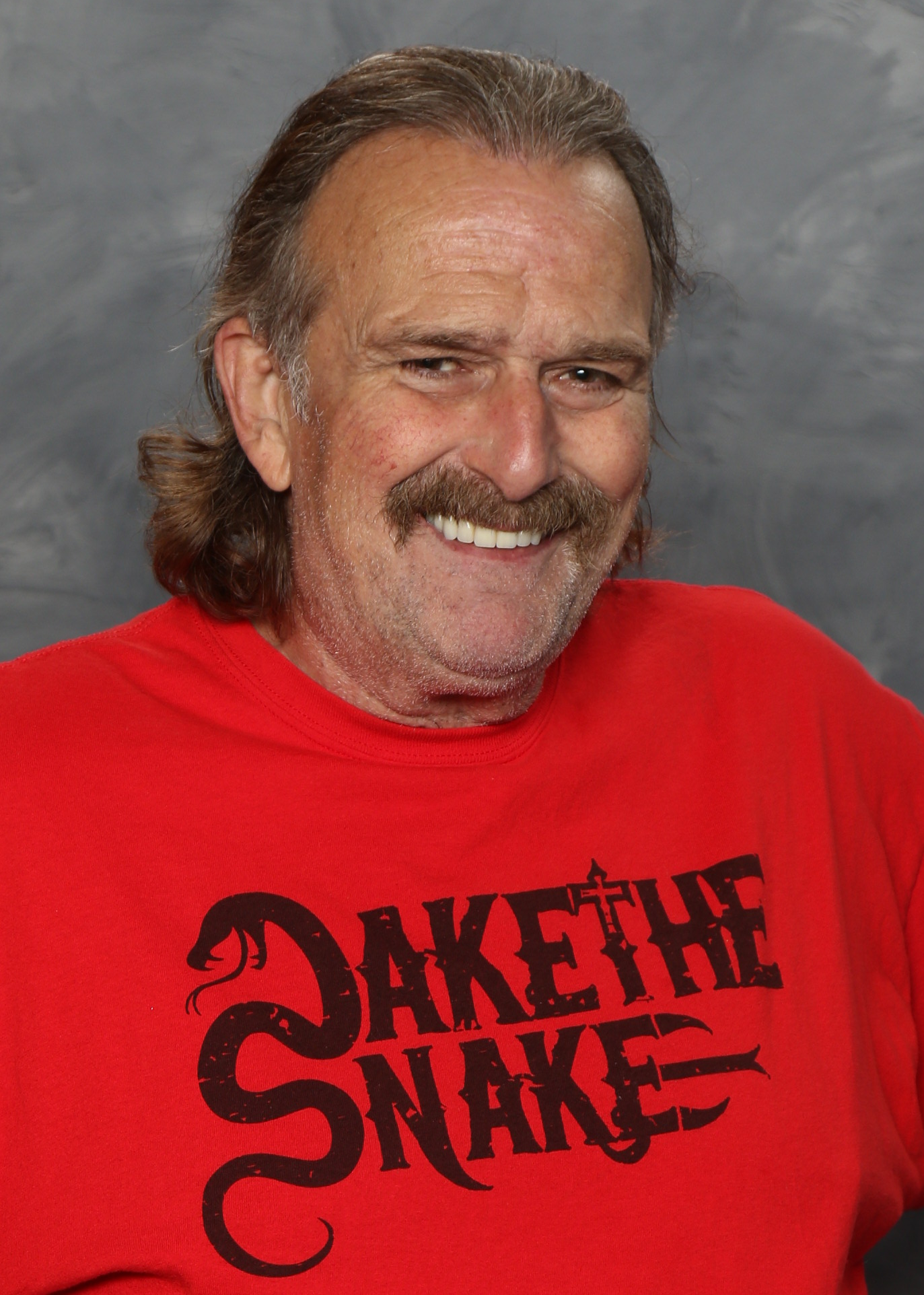
Jake Roberts (* 1955)

- Roberts, Jake (* 1977), britischer Filmeditor
- Roberts, James (* 1991), australischer Schwimmer
- Roberts, James A. (1847–1922), US-amerikanischer Soldat, Jurist und Politiker
- Roberts, Jamie (* 1986), walisischer Rugbyspieler
- Roberts, Jamina (* 1990), schwedische Handballspielerin
- Roberts, Jane (1929–1984), US-amerikanische Autorin und Dichterin
- Roberts, Jason (* 1978), grenadischer Fußballspieler
- Roberts, Jean (1943–2024), australische Diskuswerferin und Kugelstoßerin
- Roberts, Jean-Marc (1951–2013), französischer Autor, Herausgeber und Drehbuchautor
- Roberts, Jerry (1920–2014), britischer Kryptoanalytiker, Linguist und Offizier
- Roberts, Jessica (* 1999), britische Radsportlerin
- Roberts, Jim (1940–2015), kanadischer Eishockeyspieler und -trainer
- Roberts, Jimmy, US-amerikanischer Komponist
- Roberts, Joan (1917–2012), US-amerikanische Theaterschauspielerin
- Roberts, Joe (1871–1923), US-amerikanischer Komödienschauspieler
- Roberts, Joe (* 1997), US-amerikanischer Motorradrennfahrer
- Roberts, John (1933–2007), kanadischer Politikwissenschaftler und Politiker
- Roberts, John (1946–2016), walisischer Fußballspieler
- Roberts, John (* 1948), britischer Bauingenieur
- Roberts, John (* 1955), US-amerikanischer Jurist, Oberster Richter der Vereinigten StaatenJohn Roberts (* 1955)

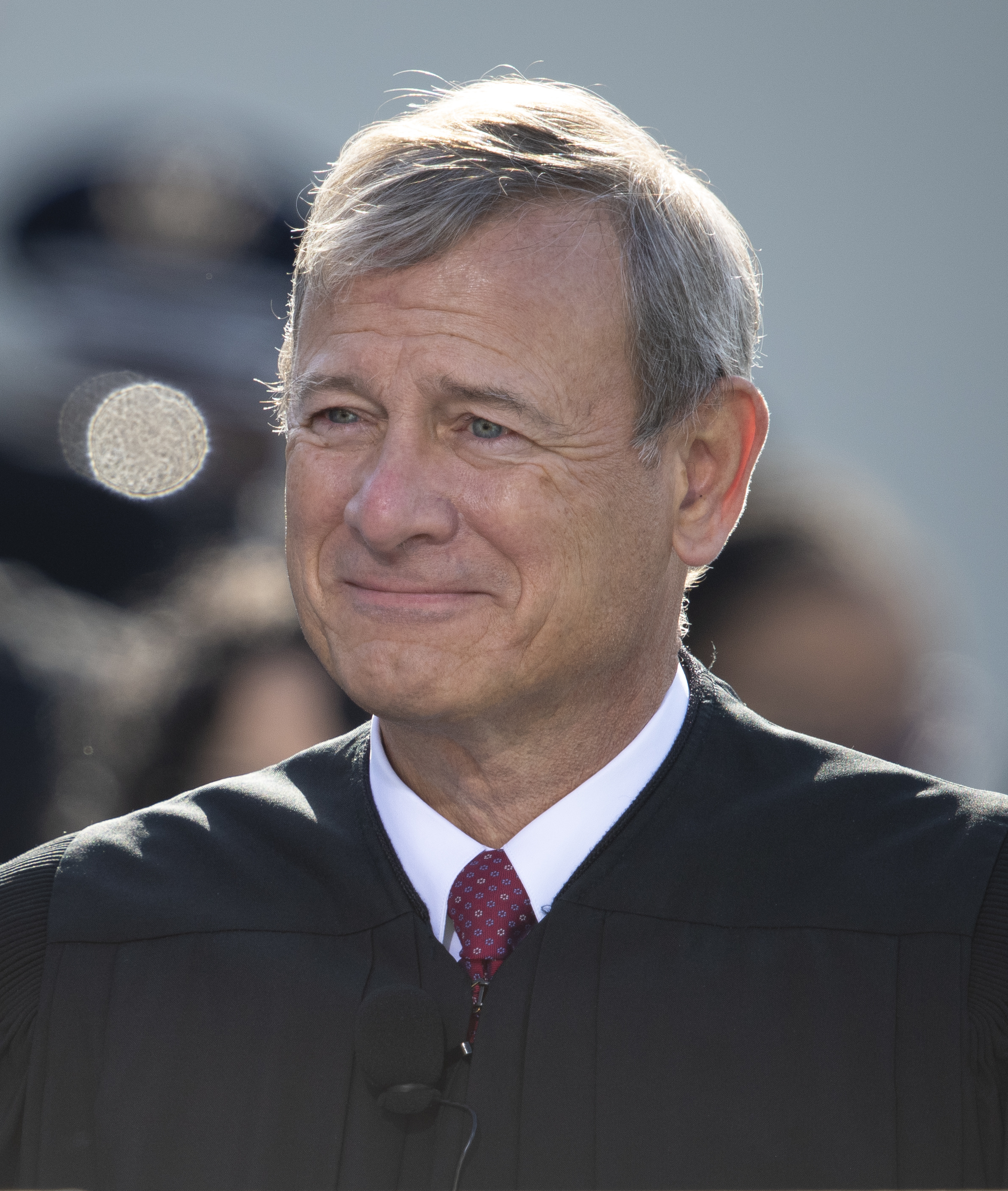
John Roberts (* 1955)

- Roberts, John (* 1979), US-amerikanischer Fernsehproduzent, Regisseur, Autor und Schauspieler
- Roberts, John D. (1918–2016), US-amerikanischer Chemiker
- Roberts, John E. (1939–2015), britischer theoretischer Physiker und Mathematiker
- Roberts, John Maddox (1947–2024), US-amerikanischer Schriftsteller
- Roberts, John Sr. (1823–1893), walisischer English-Billiards-Spieler, Weltmeister, Billardlehrer und Sachbuchautor
- Roberts, Johnny (1924–1965), US-amerikanischer Autorennfahrer
- Roberts, Jon (1948–2011), US-amerikanischer Drogendealer
- Roberts, Jonathan (1771–1854), US-amerikanischer Politiker
- Roberts, Joseph Jenkins (1809–1876), Präsident von Liberia
- Roberts, Joyce, englische Tischtennis-Nationalspielerin
- Roberts, Judith (* 1934), US-amerikanische Theater- und Filmschauspielerin
- Roberts, Julia (* 1967), US-amerikanische SchauspielerinJulia Roberts (* 1967)

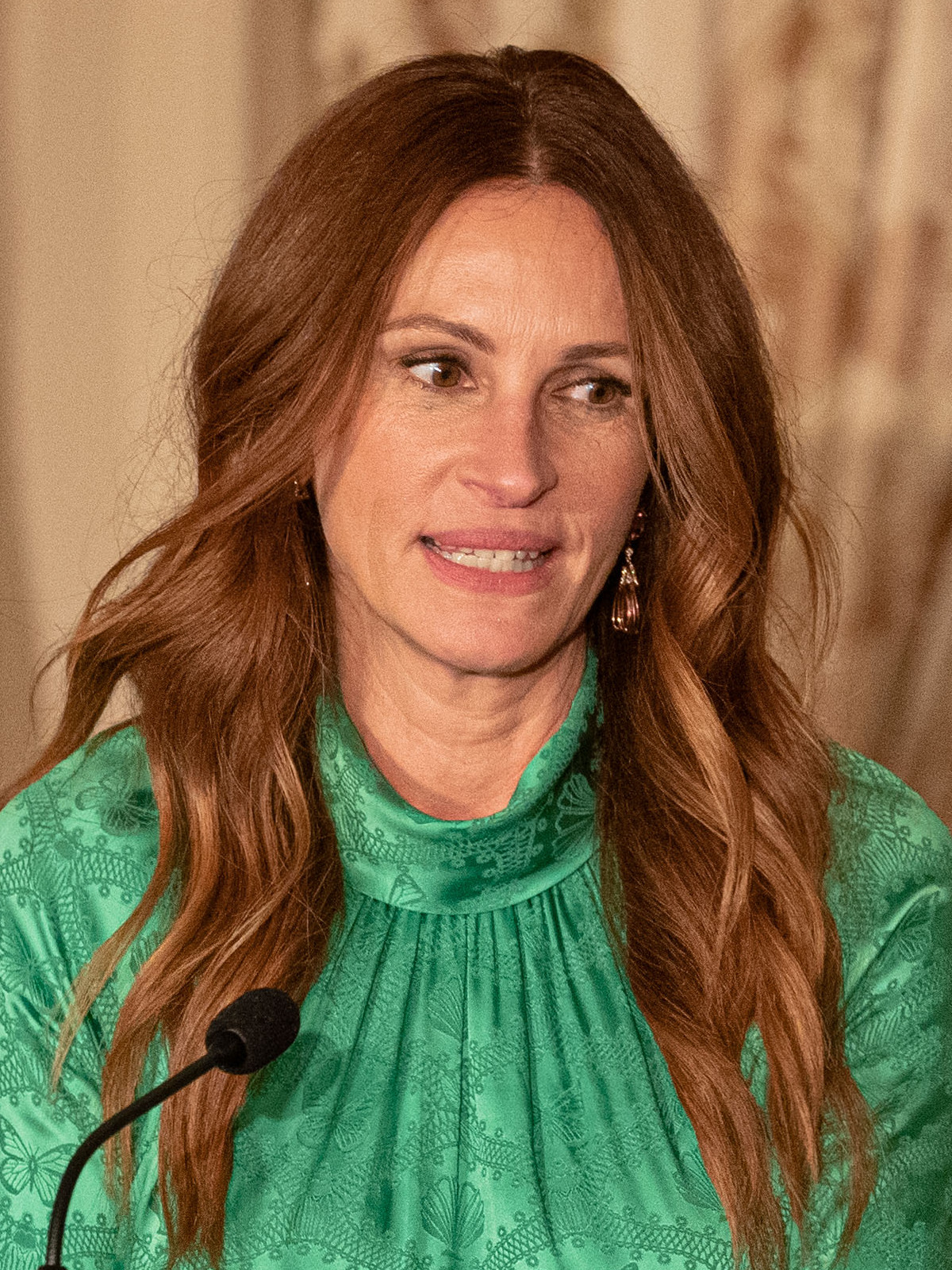
Julia Roberts (* 1967)

- Roberts, Julia (* 1991), US-amerikanische Fußballspielerin
- Roberts, Juliet (* 1962), britische Sängerin und Arrangeurin
- Roberts, Justin (* 1979), US-amerikanischer Ringsprecher und Schauspieler

###### Roberts, K
- Roberts, Kane (* 1962), US-amerikanischer Gitarrist und Sänger
- Roberts, Karen (* 1976), britische Judoka
- Roberts, Kate (1891–1985), walisische Autorin, Journalistin und Aktivistin
- Roberts, Kate (* 1983), südafrikanische Triathletin
- Roberts, Keith (1935–2000), britischer Science-Fiction-Autor und Illustrator
- Roberts, Keith V. (1925–1985), britischer Physiker
- Roberts, Ken († 2017), US-amerikanischer Schauspieler und Synchronsprecher
- Roberts, Kenneth (1885–1957), US-amerikanischer Schriftsteller und Journalist
- Roberts, Kenneth A. (1912–1989), US-amerikanischer Politiker
- Roberts, Kenny junior (* 1973), US-amerikanischer Motorradrennfahrer
- Roberts, Kenny senior (* 1951), US-amerikanischer MotorradrennfahrerKenny Roberts senior (* 1951)

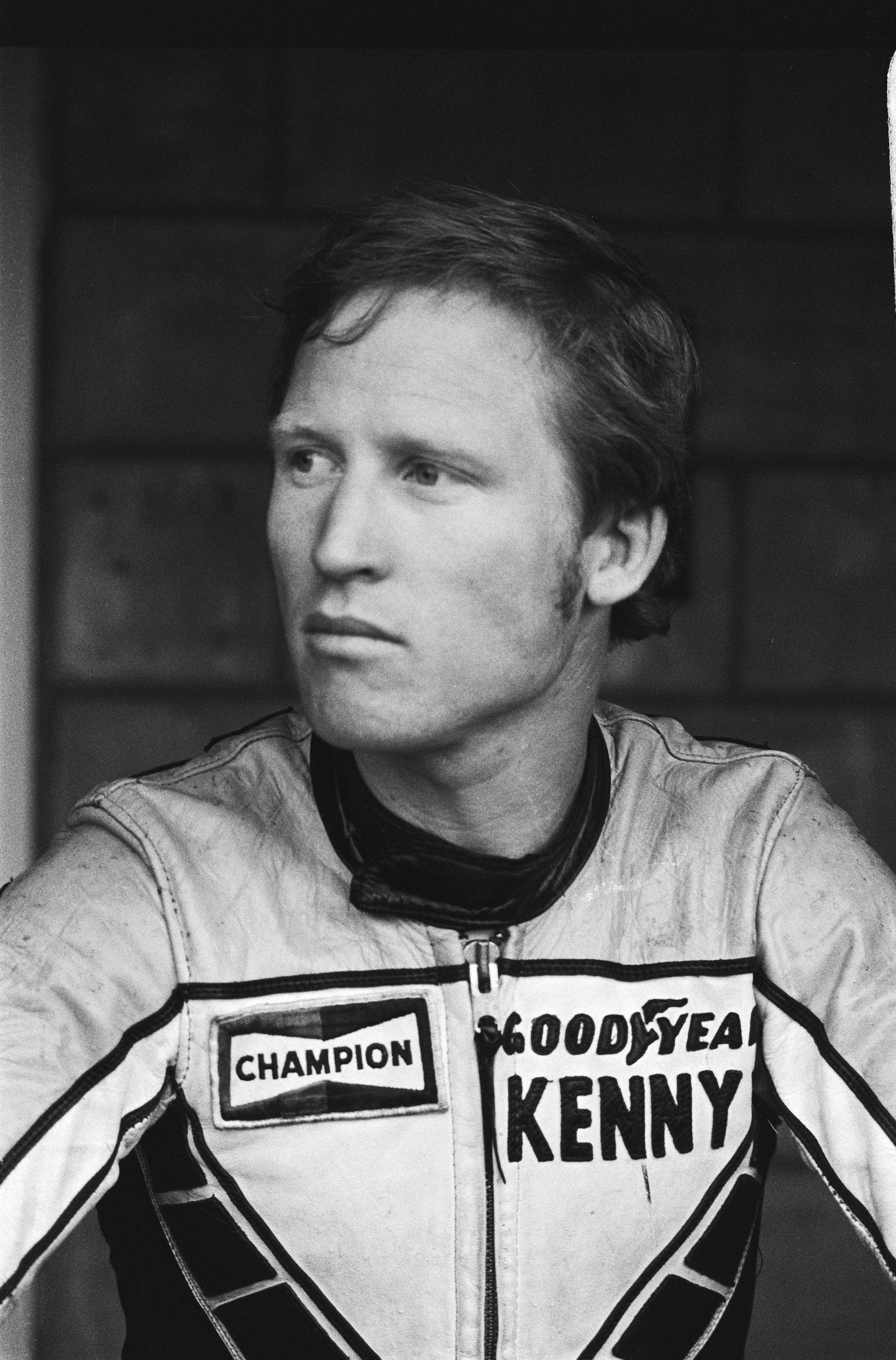
Kenny Roberts senior (* 1951)

###### Roberts, L
- Roberts, Lawrence (1903–1977), südafrikanischer Hochspringer
- Roberts, Lawrence (1937–2018), US-amerikanischer Elektrotechniker und Informatiker
- Roberts, Lawrence (* 1982), US-amerikanischer Basketballspieler
- Roberts, Layla (* 1974), US-amerikanische Schauspielerin, Model und Playmate
- Roberts, Leona (1879–1954), US-amerikanische Theater- und Filmschauspielerin
- Roberts, Leonard (* 1972), US-amerikanischer Schauspieler
- Roberts, Lewis (* 1985), englischer Snookerspieler
- Roberts, Lia (* 1949), rumänische Politikerin
- Roberts, Liisa (* 1969), finnisch-US-amerikanische Installationskünstlerin und Filmemacherin
- Roberts, Lilly Melchior (1903–1966), deutsch-amerikanische Landgerichtsrätin, Rechtsanwältin, Bibliothekarin und Rechtswissenschaftlerin
- Roberts, Loren (* 1955), US-amerikanischer Golfer
- Roberts, Lowri (* 1997), walisische Squashspielerin
- Roberts, Luckey (1887–1968), US-amerikanischer Jazz-, Ragtime- und Blues-Pianist, Komponist
- Roberts, Luke (* 1977), britischer SchauspielerLuke Roberts (* 1977)

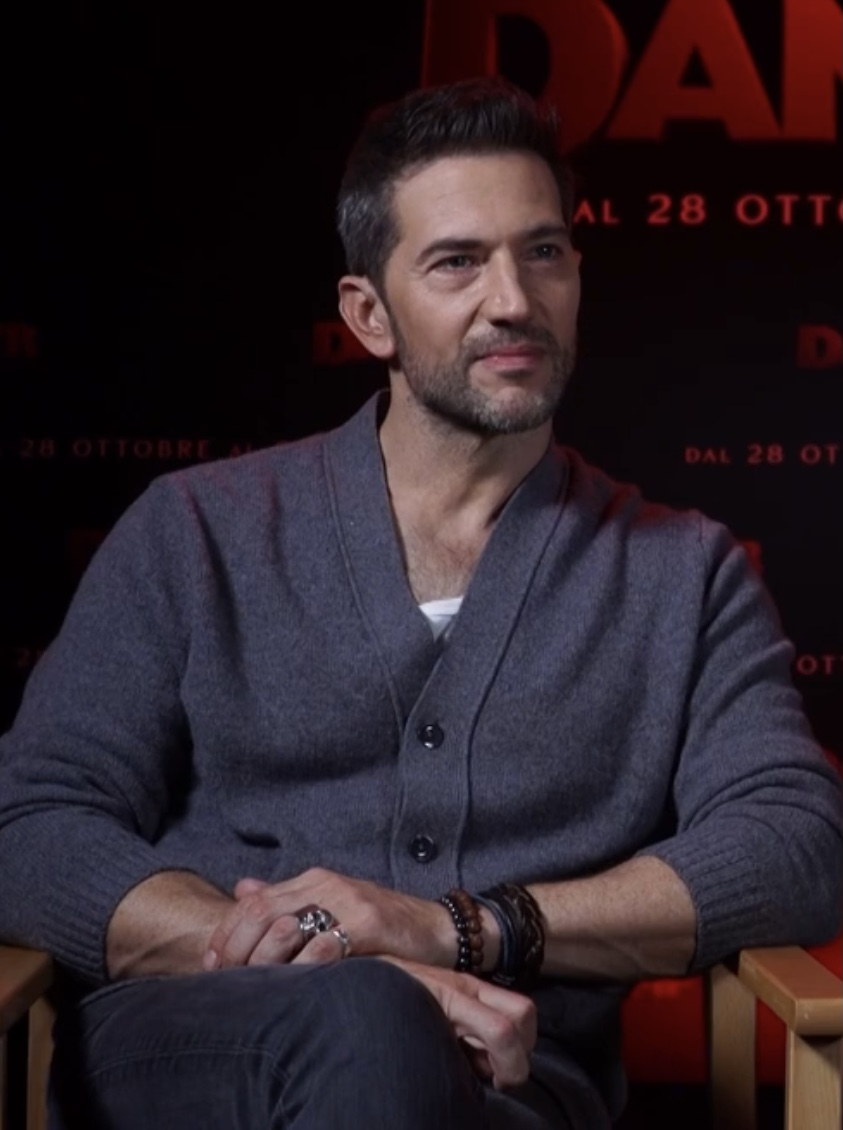
Luke Roberts (* 1977)

- Roberts, Luke (* 1977), australischer Radrennfahrer
- Roberts, Lynne (1922–1978), US-amerikanische Schauspielerin

###### Roberts, M
- Roberts, Macie, amerikanische Mathematikerin und Informatikerin
- Roberts, Malcolm (1944–2003), britischer Schlagersänger
- Roberts, Marc (* 1968), irischer Sänger und Songschreiber
- Roberts, Marcus (* 1963), amerikanischer Jazzpianist und -komponist
- Roberts, Marguerite (1905–1989), US-amerikanische Drehbuchautorin
- Roberts, Mariel, Cellistin und Komponistin
- Roberts, Mark (1921–2006), US-amerikanischer Theater- und Filmschauspieler
- Roberts, Mark (* 1964), englischer Flitzer
- Roberts, Martin (* 1986), walisischer Rugbyspieler
- Roberts, Mary († 1761), amerikanische Miniaturmalerin
- Roberts, Mary Louise (1886–1968), neuseeländische Physiotherapeutin und Bergsteigerin
- Roberts, Matana (* 1975), US-amerikanische Jazzmusikerin
- Roberts, Michael (1908–1996), britischer Historiker
- Roberts, Michael (* 1954), südafrikanischer Jockey
- Roberts, Michael (* 1994), US-amerikanischer American-Football-Spieler
- Roberts, Michael J., US-amerikanischer Agrarökonom
- Roberts, Michael John (* 1947), englischer Altphilologe
- Roberts, Michael Rookherst (1894–1977), britischer Brigadier der Britisch-Indischen Armee
- Roberts, Michèle (* 1949), britische Schriftstellerin
- Roberts, Monty (* 1935), US-amerikanischer Pferdeflüsterer

###### Roberts, N
- Roberts, Nathan (* 1982), US-amerikanischer Freestyle-Skisportler
- Roberts, Neil (* 1978), walisischer Fußballspieler
- Roberts, Nicola Maria (* 1985), britische Sängerin
- Roberts, Nina (* 1979), französische Pornodarstellerin, Schauspielerin, Autorin und Künstlerin
- Roberts, Nora (* 1950), US-amerikanische Romance-AutorinNora Roberts (* 1950)

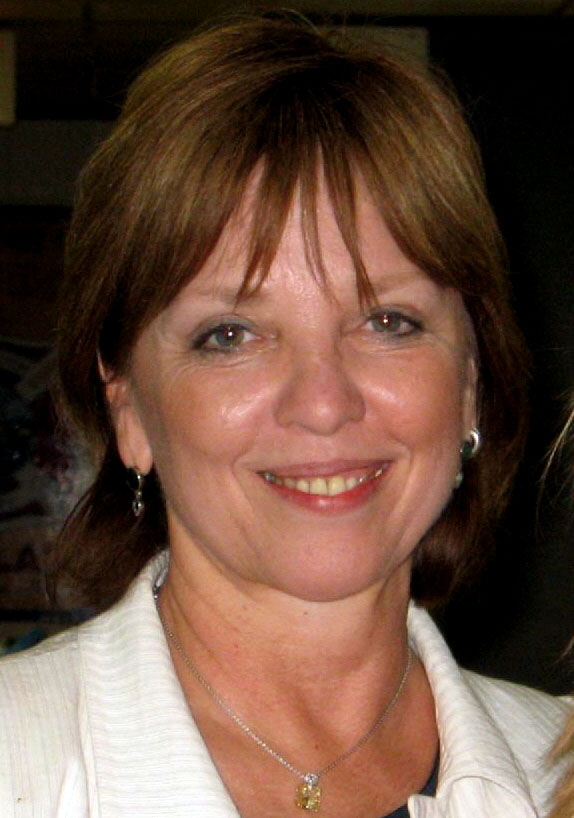
Nora Roberts (* 1950)

###### Roberts, O
- Roberts, Oral (1918–2009), US-amerikanischer Heilungsprediger, Fernsehevangelist und Unternehmer
- Roberts, Oran M. (1815–1898), US-amerikanischer Jurist und Politiker
- Roberts, Owen (1875–1955), US-amerikanischer Jurist

###### Roberts, P
- Roberts, Pascale (1930–2019), französische Schauspielerin
- Roberts, Pat (* 1936), amerikanischer Politiker (Republikanische Partei)
- Roberts, Patrick (* 1997), englischer Fußballspieler
- Roberts, Paul Craig (* 1939), US-amerikanischer Ökonom und Publizist
- Roberts, Pernell (1928–2010), US-amerikanischer Schauspieler
- Roberts, Peter (* 1954), australischer Badmintonspieler und -funktionär
- Roberts, Peter Llewelyn, australischer Diplomat
- Roberts, Peter McLaren (1927–2003), kanadischer Botschafter

###### Roberts, Q
- Roberts, Quillan (* 1994), kanadischer Fußballtorhüter

###### Roberts, R
- Roberts, Rachel (1927–1980), britische SchauspielerinRachel Roberts (1927–1980)

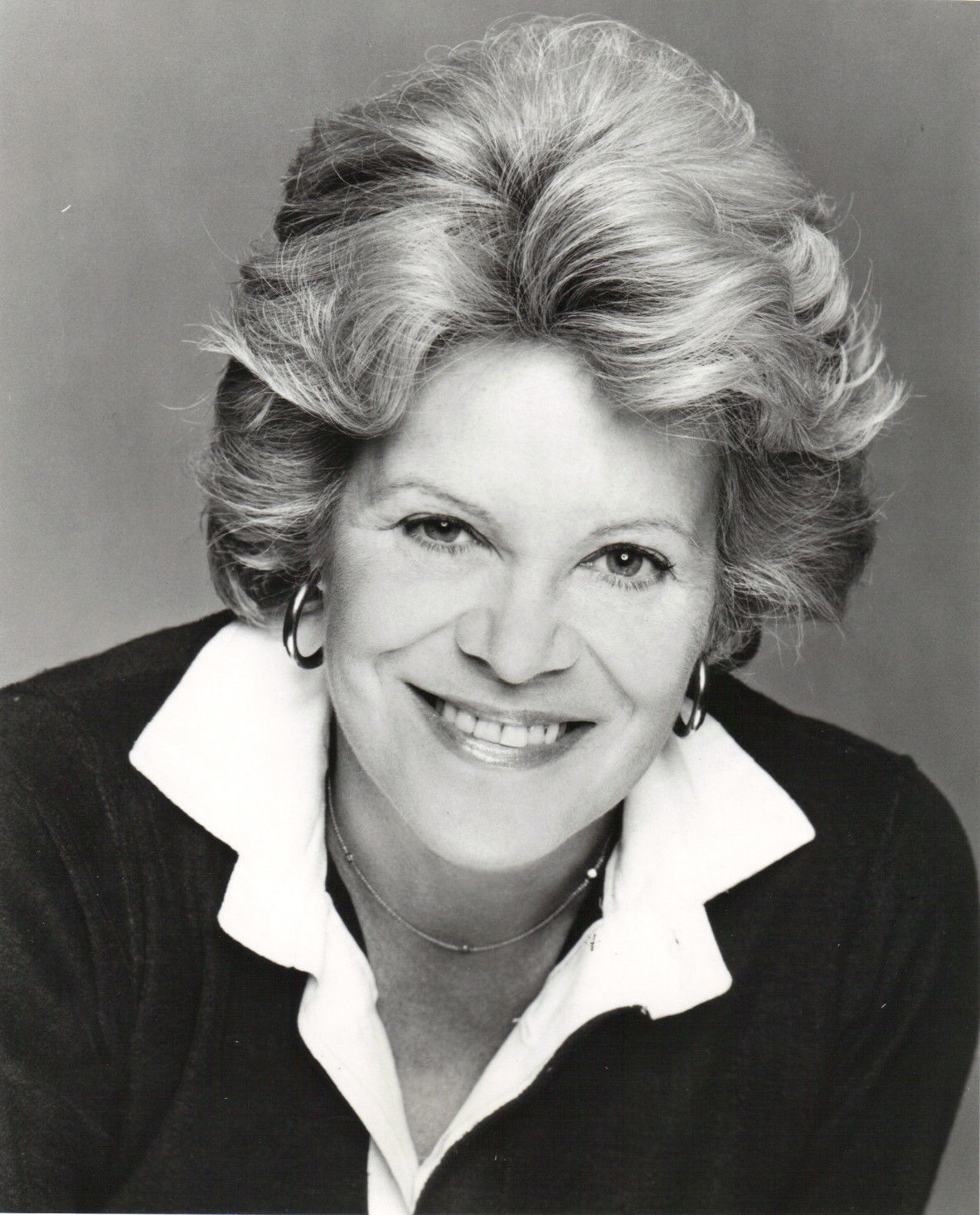
Rachel Roberts (1927–1980)

- Roberts, Rachel (* 1978), kanadisches Model und Schauspielerin
- Roberts, Ralf (* 1942), deutscher Schlagersänger
- Roberts, Ralph (1935–2023), neuseeländischer Regattasegler
- Roberts, Ralph Arthur (1884–1940), deutscher Regisseur, Ideengeber, Drehbuchautor und Schauspieler
- Roberts, Ralph J. (1911–2007), US-amerikanischer Geologe
- Roberts, Ray (1913–1992), US-amerikanischer Politiker
- Roberts, Reyna (* 1997), US-amerikanische Sängerin
- Roberts, Rhydian (* 1983), walisischer klassischer Bariton
- Roberts, Richard (1789–1864), britischer Ingenieur
- Roberts, Richard D., jamaikanischer Badmintonspieler
- Roberts, Richard J. (* 1943), britisch-amerikanischer Biochemiker und Molekularbiologe
- Roberts, Richie, US-amerikanischer Anwalt und Polizeibeamter
- Roberts, Rick (* 1949), US-amerikanischer Sänger und Songschreiber
- Roberts, Rick (* 1965), kanadischer Schauspieler und Dramaturg
- Roberts, Rivaldo (* 1996), südafrikanischer Sprinter
- Roberts, Robert (1839–1898), schottischer Autor und Journalist
- Roberts, Robert W. (1784–1865), US-amerikanischer Politiker
- Roberts, Robin (1926–2010), US-amerikanischer Baseballspieler
- Roberts, Robin (* 1960), US-amerikanische JournalistinRobin Roberts (* 1960)

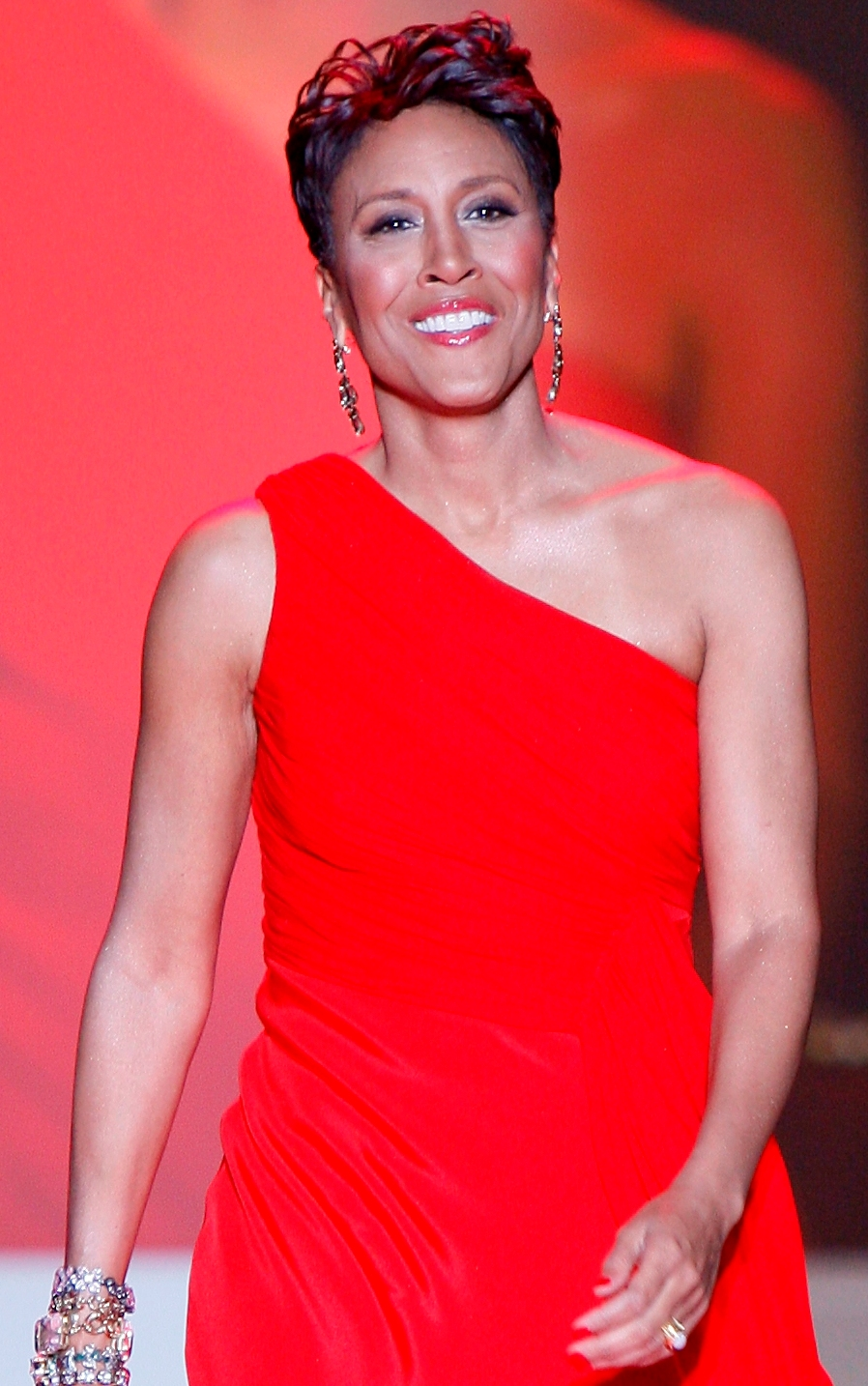
Robin Roberts (* 1960)

- Roberts, Rocky (1941–2005), amerikanisch-italienischer Sänger
- Roberts, Roger, Baron Roberts of Llandudno (* 1935), walisischer liberaldemokratischer Politiker
- Roberts, Ron (* 1944), australischer Politiker (Labor Party), Präsident des South Australian Legislative Council
- Roberts, Ronald (* 1991), dominikanisch-US-amerikanischer Basketballspieler
- Roberts, Roy (1906–1975), US-amerikanischer Schauspieler
- Roberts, Russell (* 1953), US-amerikanischer Ökonom und Schriftsteller
- Roberts, Russell (* 1956), kanadischer Schauspieler und Synchronsprecher
- Roberts, Ryan (* 1980), US-amerikanischer Baseballspieler

###### Roberts, S
- Roberts, Sam (* 1974), kanadischer Rock-Singer-Songwriter
- Roberts, Samantha (* 2000), antiguanische Schwimmerin
- Roberts, Samuel (1827–1913), britischer Mathematiker
- Roberts, Samuel B. (1921–1942), US-amerikanischer Steuermann der US-Marine
- Roberts, Scott, US-amerikanischer Schauspieler
- Roberts, Sean Owen, kanadischer Schauspieler
- Roberts, Shawn (* 1984), kanadischer Schauspieler
- Roberts, Sheldon (1926–2014), US-amerikanischer Metallurge
- Roberts, Stanley (1916–1982), US-amerikanischer Drehbuchautor
- Roberts, Stephen (1895–1936), US-amerikanischer Filmregisseur und Drehbuchautor
- Roberts, Stephen H. (1901–1971), australischer Historiker
- Roberts, Susan (* 1939), südafrikanische Schwimmerin
- Roberts, Susan (* 1960), amerikanische Opernsängerin (Sopran)

###### Roberts, T
- Roberts, Tanya (1949–2021), US-amerikanische SchauspielerinTanya Roberts (1949–2021)

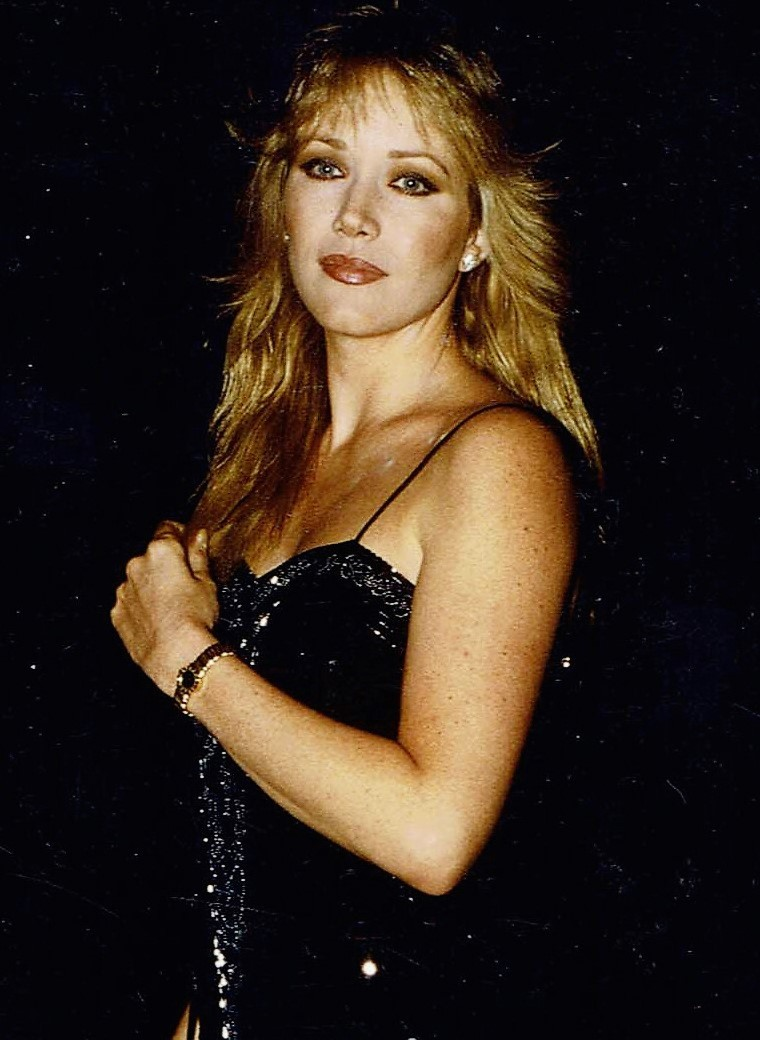
Tanya Roberts (1949–2021)

- Roberts, Tawny (* 1979), US-amerikanische Pornodarstellerin
- Roberts, Terrence (* 1941), US-amerikanischer Bürgerrechtler
- Roberts, Theodore (1861–1928), US-amerikanischer Film- und Theaterschauspieler
- Roberts, Thomas (1893–1976), englischer Geistlicher, Autor und römisch-katholischer Erzbischof von Bombay
- Roberts, Thomas (1958–2006), US-amerikanischer Gitarrist und Songwriter der Punkband Poison Idea
- Roberts, Thomas (* 1972), US-amerikanischer Journalist
- Roberts, Thomas (* 2001), US-amerikanischer Fußballspieler
- Roberts, Thomas William († 1931), australischer Künstler und Mitglied der Heidelberg School
- Roberts, Tiffany (* 1977), US-amerikanische Fußballspielerin
- Roberts, Toby (* 2005), britischer Sportkletterer
- Roberts, Tommy (1927–2001), englischer Fußballspieler
- Roberts, Tony (* 1937), britischer Jazzmusiker (Saxophone, Flöten, auch Klarinetten, Northumbrian Pipes)
- Roberts, Tony (1939–2025), US-amerikanischer SchauspielerTony Roberts (1939–2025)

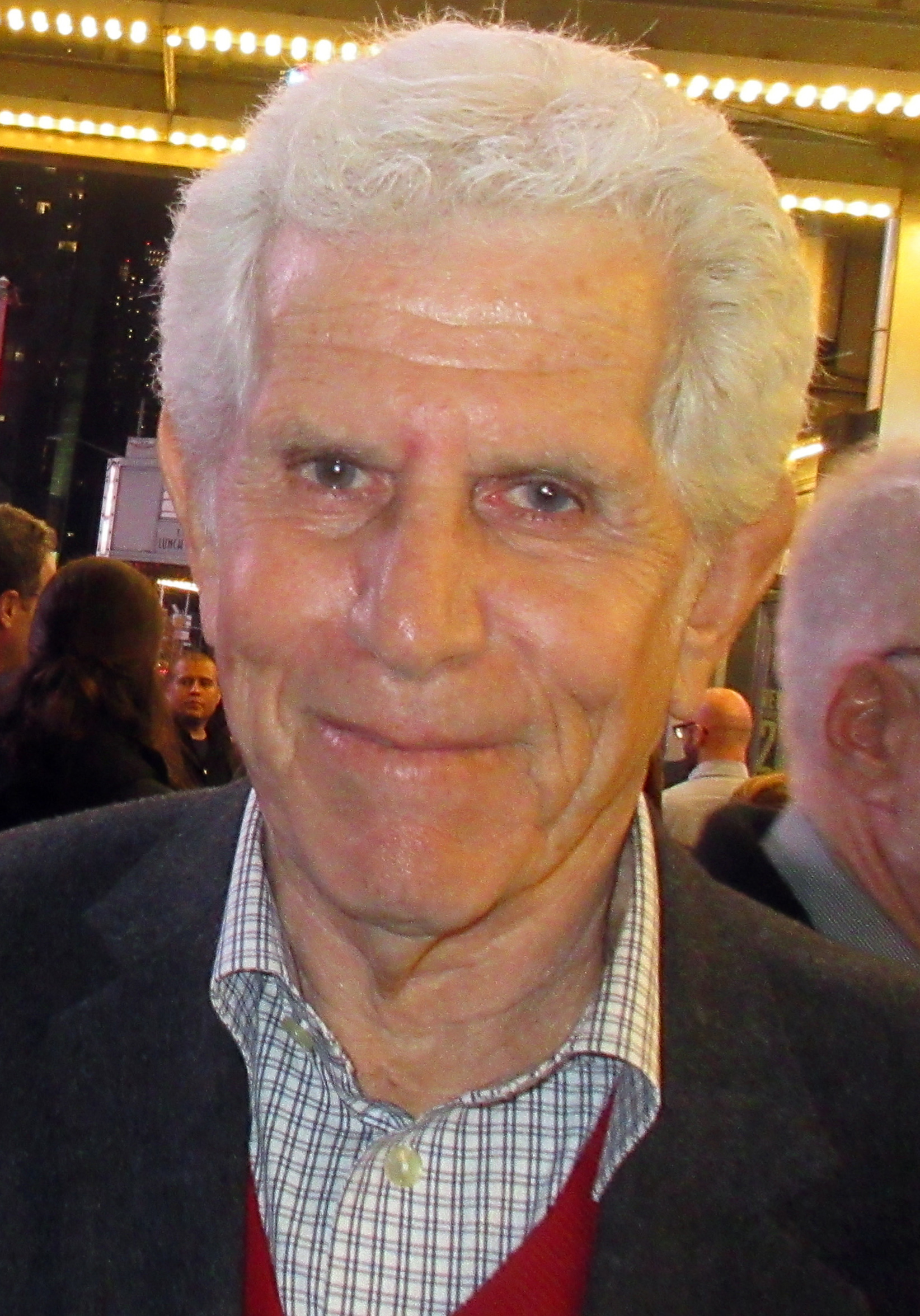
Tony Roberts (1939–2025)

- Roberts, Tyson R., amerikanischer Ichthyologe

###### Roberts, V
- Roberts, Victoria (* 1978), australische Ruderin

###### Roberts, W
- Roberts, Walter (1893–1978), britischer Diplomat
- Roberts, Wilfrid (1900–1991), britischer Politiker (Liberal Party; Labour Party)
- Roberts, William (* 1872), britischer Koch
- Roberts, William (1895–1980), britischer Maler
- Roberts, William L. (1890–1968), US-amerikanischer Offizier, Brigadegeneral der US-Army
- Roberts, William R. (1830–1897), US-amerikanischer Politiker
- Roberts, Wyn, Baron Roberts of Conwy (1930–2013), britischer Journalist und Politiker (Conservative Party), Mitglied des House of Commons
- Roberts, Wynn (* 1988), US-amerikanischer Biathlet

###### Roberts, Z
- Roberts, Zizi (* 1979), liberianischer Fußballspieler

###### Roberts-A
- Roberts-Austen, William Chandler (1843–1902), britischer Metallurg

###### Roberts-H
- Roberts-Homstad, Kathleen Ann (* 1951), US-amerikanische Rennrodlerin

###### Robertsh
- Robertshaw, Kate (* 1990), englische Badmintonspielerin

###### Robertso
- Robertson Croes, John James (1834–1906), US-amerikanischer Bauingenieur und Präsident der American Society of Civil Engineers
- Robertson Justice, James (1907–1975), britischer Schauspieler und Ornithologe
- Robertson, Absalom Willis (1887–1971), US-amerikanischer Jurist und Politiker
- Robertson, Alan (1920–1989), britischer Genetiker
- Robertson, Alexander (1896–1970), schottischer Chemiker
- Robertson, Alice Mary (1854–1931), US-amerikanische Politikerin
- Robertson, Allan (1815–1859), schottischer Berufsgolfer
- Robertson, Alvin (* 1962), US-amerikanischer Basketballspieler
- Robertson, Andrew (* 1957), britischer Marathonläufer
- Robertson, Andrew (* 1990), britischer Sprinter
- Robertson, Andrew (* 1994), schottischer Fußballspieler
- Robertson, Angus (* 1969), schottischer Politiker (SNP), Mitglied des House of Commons
- Robertson, Anne Charlotte (1949–2012), US-amerikanische Filmregisseurin
- Robertson, Archibald (1765–1835), schottisch-amerikanischer Maler, Miniaturporträtist und Lehrer
- Robertson, Archie (1879–1957), britischer Langstreckenläufer
- Robertson, Archie (1929–1978), schottischer Fußballspieler und -trainer
- Robertson, Bengt (1935–2008), schwedischer Mediziner
- Robertson, Bill (1928–1973), schottischer Fußballtorhüter
- Robertson, Brian (* 1956), schottischer Gitarrist
- Robertson, Brian, 1. Baron Robertson of Oakridge (1896–1974), britischer Militär
- Robertson, Britt (* 1990), US-amerikanische SchauspielerinBritt Robertson (* 1990)

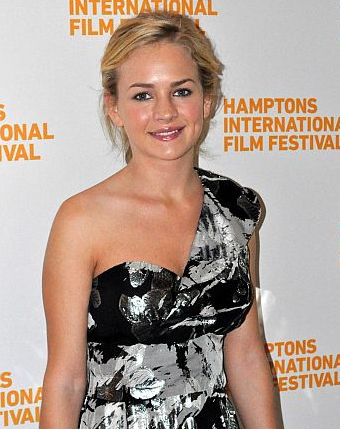
Britt Robertson (* 1990)

- Robertson, Bruce (* 1953), kanadischer Schwimmer
- Robertson, Bruce (* 1962), kanadischer Ruderer
- Robertson, Caroline Croom (1838–1892), englische College-Administratorin
- Robertson, Charles R. (1889–1951), US-amerikanischer Politiker
- Robertson, Charles T. Jr. (* 1946), US-amerikanischer Offizier, General der US Air Force
- Robertson, Charlie (* 1997), britischer Autorennfahrer
- Robertson, Chris (* 1965), australischer Squashspieler und -trainer
- Robertson, Christina (1796–1854), schottische Porträtmalerin, Hofmalerin am russischen Zarenhof
- Robertson, Clark (* 1993), schottischer Fußballspieler
- Robertson, Cliff (1923–2011), US-amerikanischer SchauspielerCliff Robertson (1923–2011)

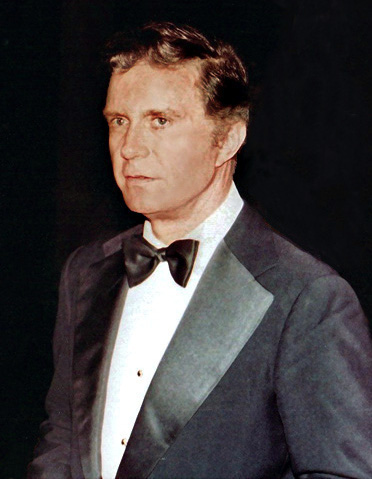
Cliff Robertson (1923–2011)

- Robertson, Clive (* 1965), britischer Schauspieler
- Robertson, Colin (1783–1842), schottischer Fellhändler und Politiker im heutigen Kanada
- Robertson, Conrad (* 1957), neuseeländischer Ruderer
- Robertson, Craig (* 1970), schottischer Badmintonspieler
- Robertson, Craig (* 1988), US-amerikanischer American-Football-Spieler
- Robertson, Dale (1923–2013), US-amerikanischer Schauspieler
- Robertson, David (1869–1937), schottischer Golf- und Rugbyspieler
- Robertson, David (1883–1963), britischer Radsportler
- Robertson, David (* 1958), US-amerikanischer Dirigent
- Robertson, David (* 1985), US-amerikanischer Baseballspieler
- Robertson, Dennis (* 1956), schottischer Politiker
- Robertson, Dennis Holme (1890–1963), britischer Ökonom
- Robertson, Dick (1903–1979), amerikanischer Bigband-Sänger und Songwriter
- Robertson, Don (* 1987), schottischer Fußballschiedsrichter
- Robertson, Donald (1905–1949), britischer Marathonläufer
- Robertson, Earl (1910–1979), kanadischer Eishockeytorwart
- Robertson, Eck (1887–1975), US-amerikanischer Old-Time-Musiker
- Robertson, Edmund (* 1943), britischer Mathematiker, Mathematikhistoriker und Hochschullehrer
- Robertson, Edward V. (1881–1963), US-amerikanischer Politiker walisischer Herkunft
- Robertson, Edward White (1823–1887), US-amerikanischer Politiker
- Robertson, Edwin H. (1912–2007), baptistischer Pfarrer
- Robertson, Elizabeth (* 1957), britische Genetikerin und Entwicklungsbiologien
- Robertson, Eric (* 1948), kanadischer Komponist, Organist und Pianist
- Robertson, Esmonde M. (1923–1986), britischer Historiker
- Robertson, Euan (1948–1995), neuseeländischer Hindernisläufer
- Robertson, Finlay (* 2002), schottischer Fußballspieler
- Robertson, Gary (* 1950), neuseeländischer Ruderer
- Robertson, George (1790–1874), US-amerikanischer Politiker
- Robertson, George (1900–1976), britischer Schwimmer
- Robertson, George (* 1946), britischer Politiker (Labour)George Robertson (* 1946)

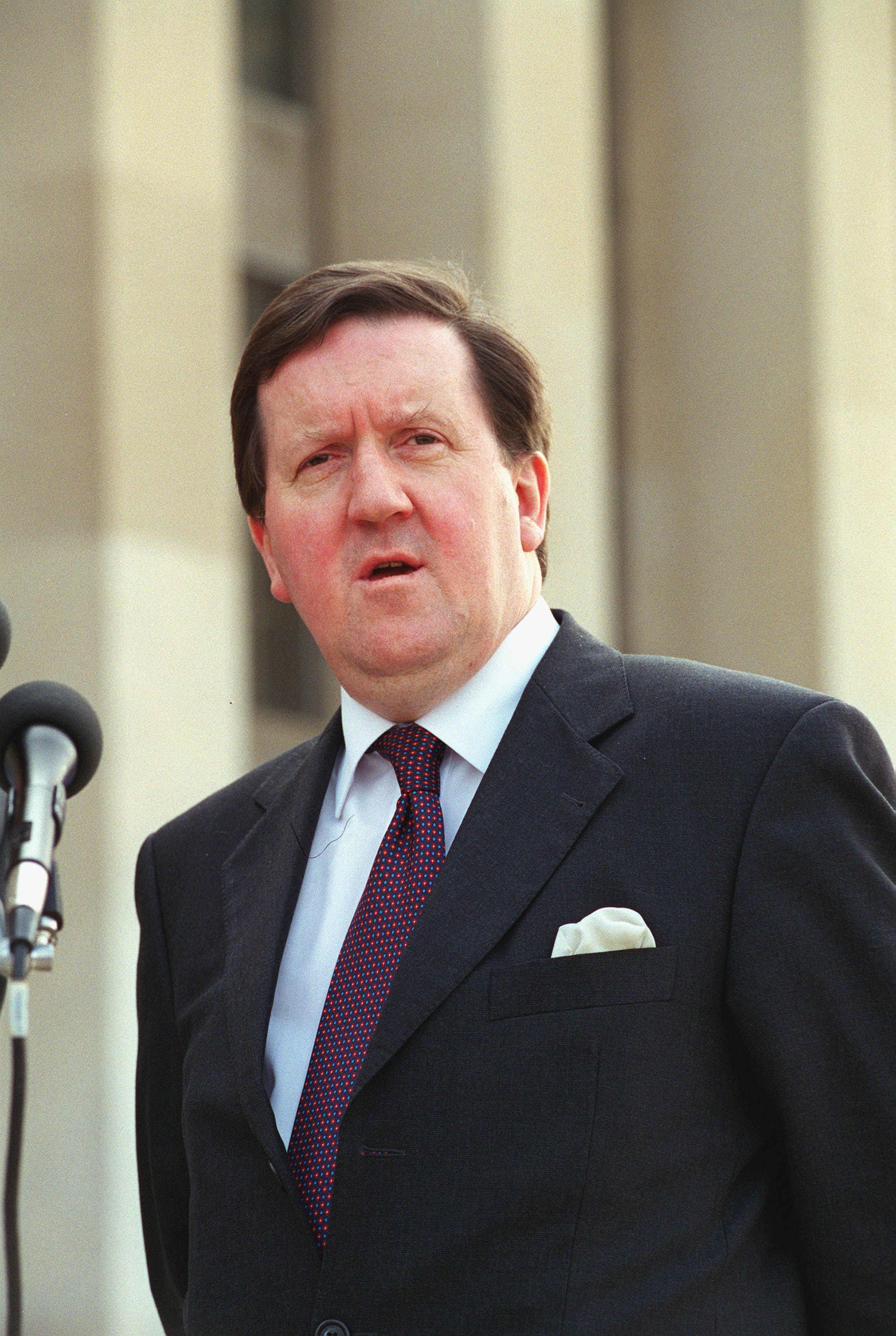
George Robertson (* 1946)

- Robertson, George Croom (1842–1892), schottischer Philosoph, Professor für Philosophie
- Robertson, George R. (1933–2023), kanadischer Schauspieler
- Robertson, George Stuart (1872–1967), britischer Leichtathlet und Tennisspieler
- Robertson, Gordon (1926–2019), kanadischer Eishockeyspieler
- Robertson, Grant (* 1971), neuseeländischer Politiker der New Zealand Labour Party
- Robertson, Gregor (* 1965), kanadischer Politiker und Unternehmer
- Robertson, Hamish (* 1947), britischer Weit- und Dreispringer
- Robertson, Hans (1883–1950), deutscher Fotograf
- Robertson, Herb (1951–2024), US-amerikanischer Jazztrompeter
- Robertson, Howard (1888–1963), englischer Architekt
- Robertson, Howard P. (1903–1961), US-amerikanischer Physiker
- Robertson, Hugh A. (1932–1988), US-amerikanischer Filmeditor und Filmregisseur
- Robertson, Ian (* 1958), britischer Manager
- Robertson, Imogene (1905–1948), US-amerikanische Tänzerin und Schauspielerin
- Robertson, Irvine (1882–1956), kanadischer Ruderer
- Robertson, Jacky (1877–1935), schottischer Fußballspieler und -trainer
- Robertson, Jake (* 1989), neuseeländischer Langstreckenläufer
- Robertson, James († 1788), Gouverneur der britischen Kolonie New York
- Robertson, James (1742–1814), Pionier der amerikanischen Besiedlung des US-Bundesstaates Tennessee
- Robertson, James (1813–1888), britischer Fotograf und Graveur
- Robertson, James (1867–1960), US-amerikanischer Astronom
- Robertson, James (1911–1988), britischer Psychoanalytiker und Pionier der Bindungsforschung
- Robertson, James (1928–2023), britischer politischer und ökonomischer Aktivist, Autor
- Robertson, James (* 1958), schottischer Schriftsteller
- Robertson, James (* 1966), jamaikanischer Politiker (JLP)

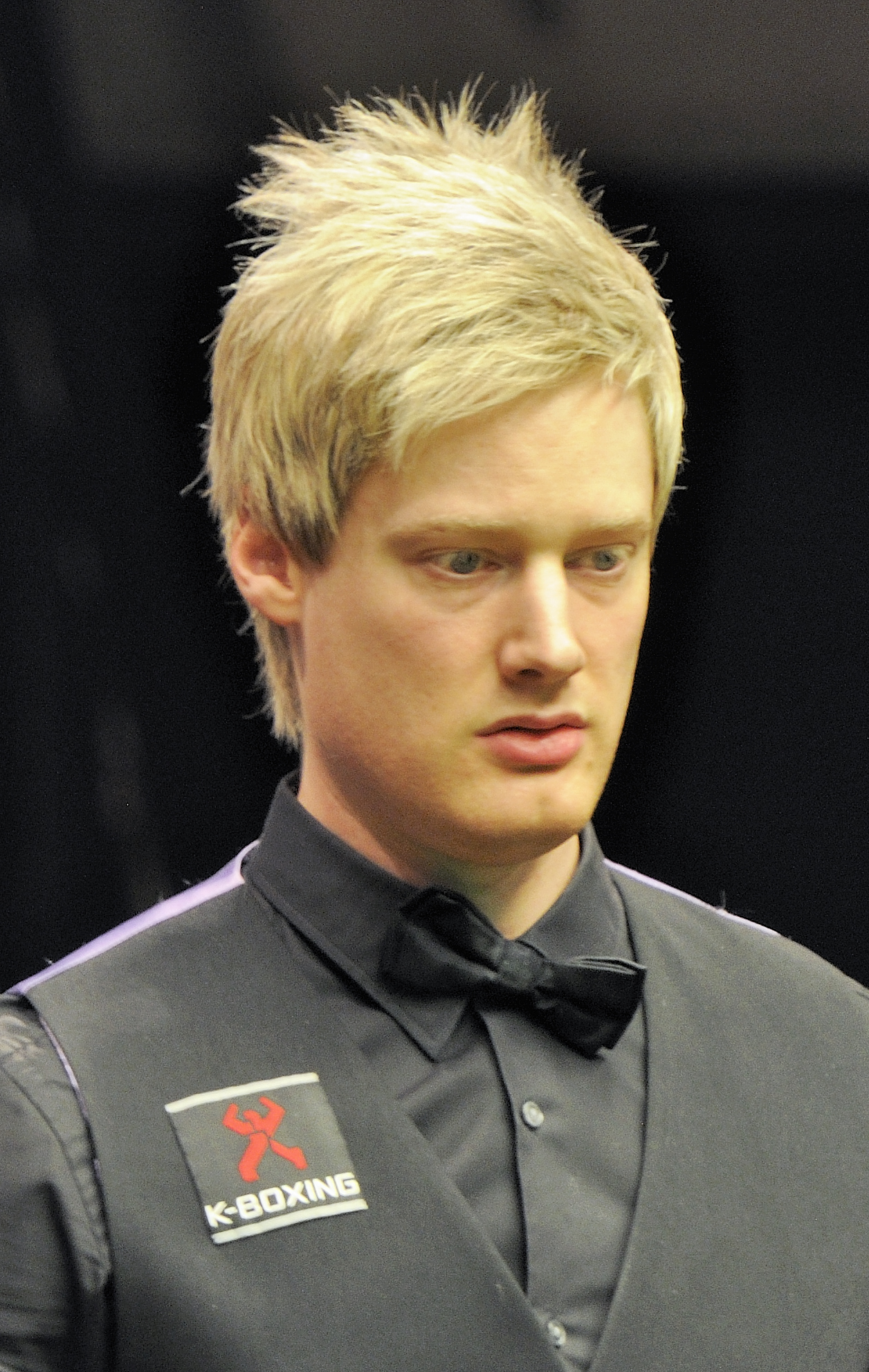
Neil Robertson (* 1982)

- Robertson, James B. A. (1871–1938), US-amerikanischer Politiker
- Robertson, James Burton (1800–1877), britischer Historiker und Publizist
- Robertson, James, Baron Robertson (1845–1909), schottischer Jurist und Politiker, Mitglied des House of Commons
- Robertson, Jason (* 1999), US-amerikanischer Eishockeyspieler
- Robertson, Jeannie (1908–1975), schottische Folk-Sängerin
- Robertson, Jennifer (* 1971), kanadische Filmschauspielerin und DrehbuchautorinJennifer Robertson (* 1971)

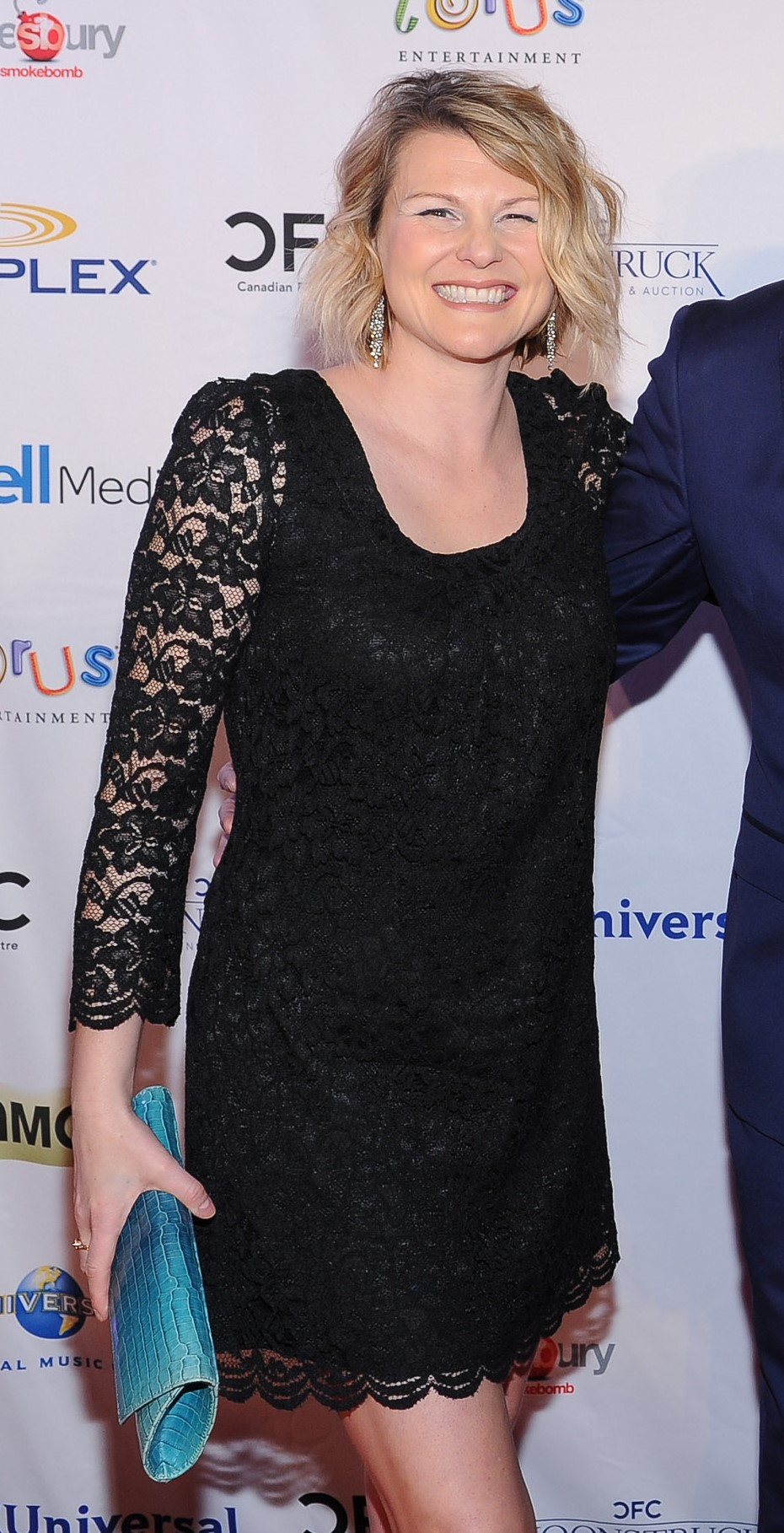
Jennifer Robertson (* 1971)

- Robertson, Jim (1910–2004), britischer Generalmajor
- Robertson, Jimmy (* 1986), englischer Snookerspieler
- Robertson, John (1787–1873), US-amerikanischer Politiker
- Robertson, John (1816–1891), australischer Politiker und fünfmaliger Premier von New South Wales
- Robertson, John (* 1952), schottischer Politiker
- Robertson, John (* 1953), schottischer Fußballspieler und -trainer
- Robertson, John M. (1856–1933), britischer Bürgerrechtler und Politiker, Mitglied des House of Commons
- Robertson, John Monteath (1900–1989), schottischer Chemiker
- Robertson, John P. (1913–1998), US-amerikanischer Sprachlehrer, Diplomat und Pionier des Executive Search und Outplacement
- Robertson, John Ross (1841–1918), kanadischer Verleger, Philanthrop, Politiker und Eishockeyfunktionär
- Robertson, John S. (1878–1964), US-amerikanischer Filmregisseur
- Robertson, Julian (* 1969), englischer Badmintonspieler
- Robertson, Kathleen (* 1973), kanadische SchauspielerinKathleen Robertson (* 1973)

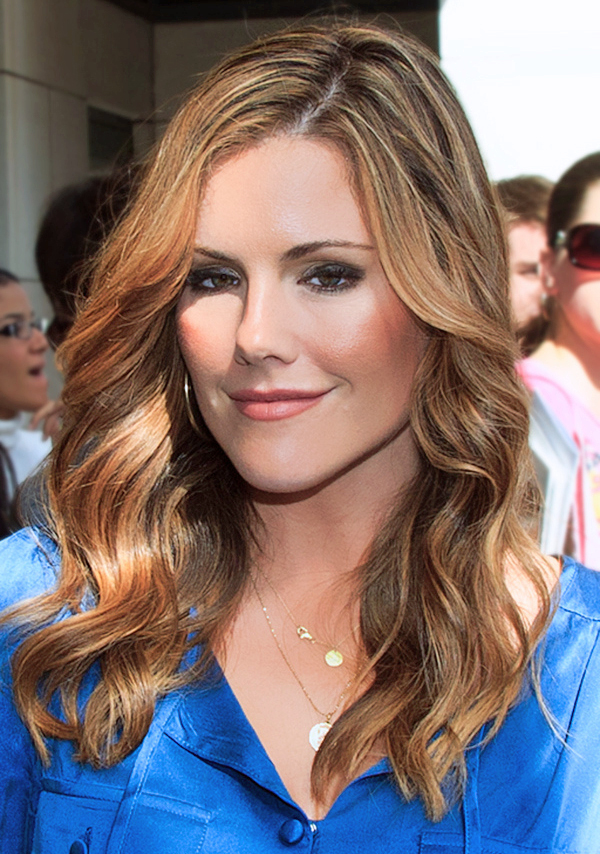
Kathleen Robertson (* 1973)

- Robertson, Kay (* 1947), US-amerikanische Reality-TV-Darstellerin
- Robertson, Kevin (* 1959), US-amerikanischer Wasserballspieler
- Robertson, Kevin (* 1971), kanadischer Bischof und Theologe
- Robertson, Kim (* 1957), neuseeländische Sprinterin
- Robertson, Kimmy (* 1954), US-amerikanische Schauspielerin
- Robertson, Lawson (1883–1951), US-amerikanischer Leichtathlet und Trainer
- Robertson, Leonard (* 1950), britischer Ruderer
- Robertson, Leroy (1896–1971), US-amerikanischer Komponist
- Robertson, Leslie (1928–2021), US-amerikanischer Bauingenieur
- Robertson, Lester († 1992), US-amerikanischer Jazzposaunist und Arrangeur
- Robertson, Lindsay (* 1958), britischer Marathonläufer
- Robertson, Margaret, kanadische Badmintonspielerin
- Robertson, Marie (* 1977), schwedische Theater- und Filmschauspielerin sowie Hörbuchinterpretin
- Robertson, Martin (1911–2004), britischer Klassischer Archäologe
- Robertson, Merle Greene (1913–2011), US-amerikanische Altamerikanistin und Maya-Forscherin
- Robertson, Michael (* 1967), US-amerikanischer Unternehmer
- Robertson, Michael (* 1982), australischer Freestyle-Skisportler
- Robertson, Michael (* 1983), US-amerikanischer Diskuswerfer
- Robertson, Mike (* 1985), kanadischer Snowboarder
- Robertson, Monroe (* 1984), britischer Schauspieler, Filmeditor, Kameramann und Filmschaffender
- Robertson, Morgan (1861–1915), US-amerikanischer Autor
- Robertson, Muriel (1883–1973), schottische Bakteriologin und Protozoologin
- Robertson, Myrtle, 11. Baroness Wharton (1934–2000), britische Peeress und Politikerin
- Robertson, Nathan (* 1977), britischer Badmintonspieler
- Robertson, Neil (* 1938), US-amerikanischer Mathematiker
- Robertson, Neil (* 1982), australischer SnookerspielerNeil Robertson (* 1982)
- Robertson, Oscar (* 1938), US-amerikanischer Basketballspieler
- Robertson, Pat (1930–2023), US-amerikanischer Prediger und Politiker
- Robertson, Patricia (1963–2001), US-amerikanische Ärztin und Raumfahrtanwärterin der NASA
- Robertson, Peggy (1916–1998), Assistentin von Alfred Hitchcock
- Robertson, Peter (* 1976), australischer Triathlet
- Robertson, Phil (1946–2025), US-amerikanischer Unternehmer, Jäger und Schauspieler
- Robertson, Prudence, US-amerikanische Moderatorin
- Robertson, Quantez (* 1984), US-amerikanischer Basketballspieler
- Robertson, R. G. Hamish (* 1943), kanadischer Physiker
- Robertson, Raymond (* 1959), schottischer Politiker (Scottish Conservative Party), Mitglied des House of Commons
- Robertson, Rhona (* 1970), neuseeländische Badmintonspielerin
- Robertson, Ritchie (* 1952), britischer Literaturwissenschaftler und Germanist
- Robertson, Robbie (1931–2019), Spezialist für visuelle Effekte und Drehbuchautor
- Robertson, Robbie (1943–2023), kanadischer Rockmusiker (Gitarrist, Sänger und Songschreiber)Robbie Robertson (1943–2023)

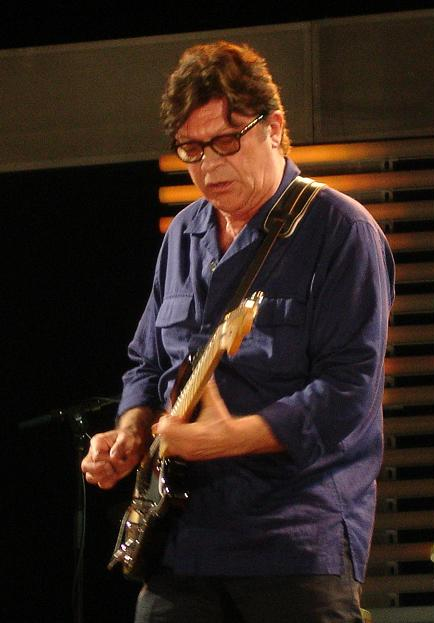
Robbie Robertson (1943–2023)

- Robertson, Robert (1869–1949), schottischer Chemiker
- Robertson, Robin (* 1955), britischer Schriftsteller
- Robertson, Ronald (1937–2000), US-amerikanischer Eiskunstläufer
- Robertson, Ruth (1905–1998), US-amerikanische Fotojournalistin und Forscherin
- Robertson, Ruth, kanadische Badmintonspielerin
- Robertson, Samuel Matthews (1852–1911), US-amerikanischer Politiker
- Robertson, Sarah (1891–1948), kanadische Malerin
- Robertson, Sarah (* 1993), britische Hockeyspielerin
- Robertson, Scott (* 1987), australischer Wasserspringer
- Robertson, Scott (* 2001), schottischer Fußballspieler
- Robertson, Shirley (* 1968), britische Seglerin
- Robertson, Sonia (* 1947), simbabwische Hockeyspielerin
- Robertson, Steve (* 1964), englischer Manager des Formel 1 Piloten Kimi Räikkönen und ehemaliger Rennfahrer
- Robertson, Steven (* 1980), britischer Schauspieler
- Robertson, Stuart (* 1943), US-amerikanischer Spezialeffektkünstler und VFX Supervisor
- Robertson, Suze (1855–1922), niederländische Malerin
- Robertson, Thomas A. (1848–1892), US-amerikanischer Politiker
- Robertson, Thomas B. (1775–1828), US-amerikanischer Politiker und Gouverneur
- Robertson, Thomas J. (1823–1897), US-amerikanischer Politiker (Republikanische Partei)
- Robertson, Thomas William (1829–1871), englisch-irischer Dramatiker und Bühnenregisseur
- Robertson, Tommy (1876–1941), schottischer Fußballspieler
- Robertson, Torrie (* 1961), kanadischer Eishockeyspieler
- Robertson, W. A. (1837–1889), US-amerikanischer Politiker
- Robertson, W. Graham (1866–1948), britischer Maler, Illustrator, Kostümbildner und Schriftsteller
- Robertson, Walter, irischstämmiger Miniaturmaler
- Robertson, Walter M. (1888–1954), US-amerikanischer Generalmajor
- Robertson, Willard (1886–1948), US-amerikanischer Schauspieler und Autor
- Robertson, William (1721–1793), schottischer Historiker und Rektor der University of Edinburgh
- Robertson, William (1842–1898), deutscher Unternehmer
- Robertson, William Charles Fleming (1867–1937), britischer Kolonialgouverneur
- Robertson, William H. (1823–1898), US-amerikanischer Jurist und Politiker
- Robertson, William, 1. Baronet (1860–1933), britischer Feldmarschall, Chef des Imperialen Generalstabs
- Robertson, William, 2. Baron Robertson of Oakridge (1930–2009), britischer Peer
- Robertson, Wishart McLea (1891–1967), Politiker der Liberalen Partei Kanadas
- Robertson, Wyndham (1803–1888), US-amerikanischer Politiker
- Robertson, Zane (* 1989), neuseeländischer Langstreckenläufer
- Robertson, Zue (1891–1943), US-amerikanischer Jazzmusiker
- Robertson-Aikman, Thomas (1860–1948), britischer Oberstleutnant und Curler
- Robertson-Harris, Roy (* 1993), US-amerikanischer American-Football-Spieler
- Robertson-Swann, Ron (* 1941), australischer Bildhauer
- Robertson-von Trotha, Caroline Y. (* 1951), schottische Soziologin

###### Robertss
- Robertsson, Arne (1942–1991), schwedischer Ringer

##### Robertu
- Robertus Anglicus, englischer Astronom

##### Roberty
- Roberty, Kelly (1954–2016), US-amerikanischer Jazz-Bassist

##### Robertz
- Robertz, Hans (1925–2005), deutscher Politiker (FDP), MdL

#### Roberv
- Roberval, Albert (1869–1941), kanadischer Opernsänger (Tenor), Dirigent, Theaterleiter und Gesangspädagoge
- Roberval, Gilles Personne de (1602–1675), französischer Mathematiker
- Roberval, Jean-François de La Rocque de (1500–1560), französischer Seefahrer und Freibeuter

### Robes
- Robescu, Marius (1943–1985), rumänischer Schriftsteller
- Robeson, Edward John junior (1890–1966), US-amerikanischer Politiker
- Robeson, Eslanda Goode (1895–1965), US-amerikanische Anthropologin, Autorin, Schauspielerin und Bürgerrechtlerin
- Robeson, George M. (1829–1897), US-amerikanischer Politiker
- Robeson, Paul (1898–1976), US-amerikanischer Schauspieler, Sänger, Sportler, Autor und Bürgerrechtler
- Robespierre, Augustin (1763–1794), französischer Politiker während der Zeit der Französischen Revolution, jüngerer Bruder des Maximilien de Robespierre
- Robespierre, Charlotte (1760–1834), französische Frau, Schwester der Revolutionäre Maximilien und Augustin Robespierre
- Robespierre, Maximilien de (1758–1794), französischer PolitikerMaximilien de Robespierre (1758–1794)

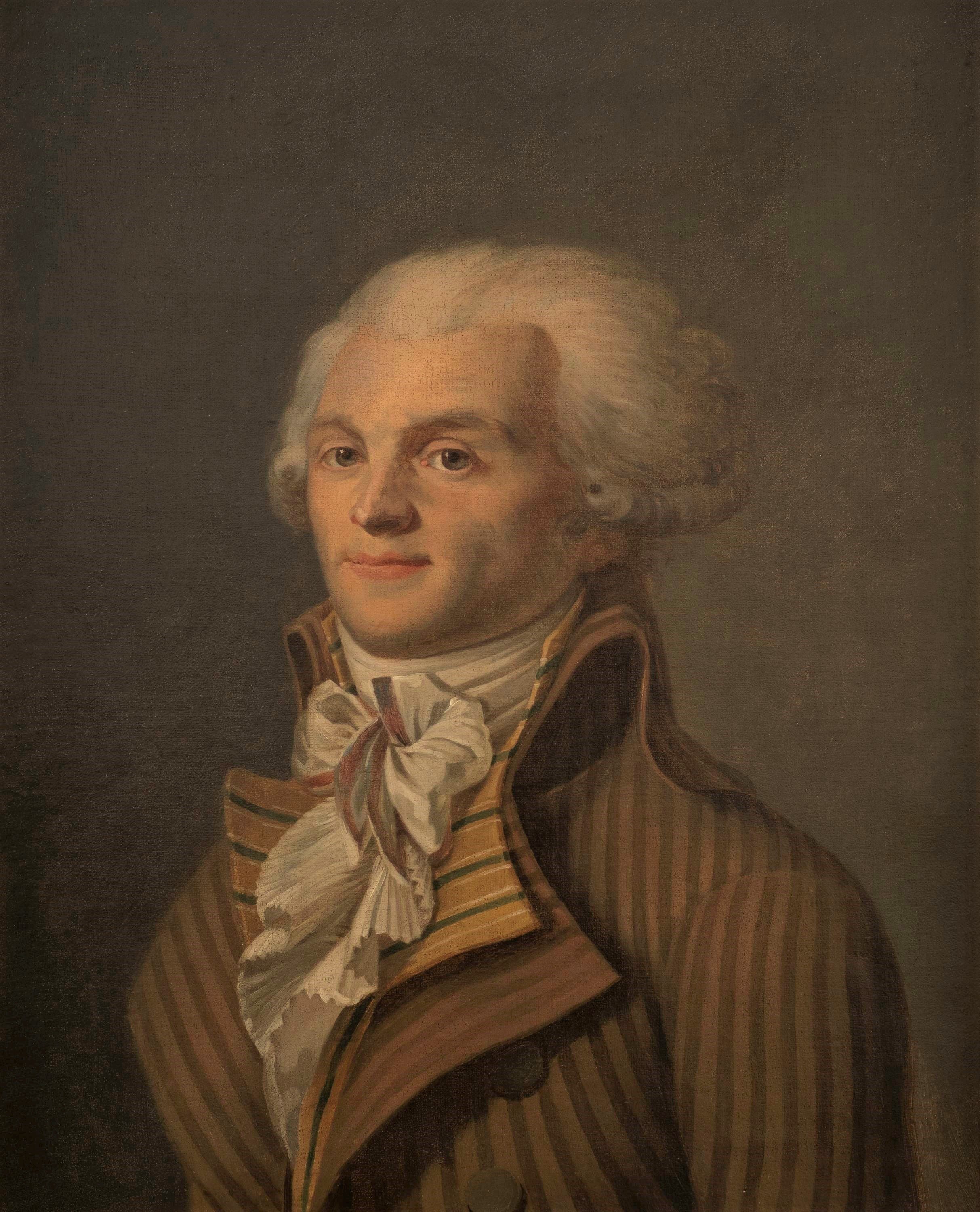
Maximilien de Robespierre (1758–1794)

### Robet
- Robětín, Karel (1889–1941), böhmisch-tschechoslowakischer Tennisspieler sowie Unternehmer
- Robetschek, Ernst (1912–1972), österreichischer Jurist, Politiker (ÖVP), Landtagsabgeordneter, Amtsführender Stadtrat und Musiker

### Robey
- Robey, Don (1903–1975), US-amerikanischer Songschreiber und Musik-Produzent
- Robey, Louise (* 1960), kanadische Sängerin, Schauspielerin und Model
- Robey-Coleman, Nickell (* 1992), US-amerikanischer Footballspieler
- Robeyns, Ingrid (* 1972), belgisch-niederländische Philosophin und Wirtschaftswissenschaftlerin